# Exposición Universal de París (1878)
La Exposición Universal de París de 1878 (en francés: Exposition universelle de 1878) tuvo lugar del 1 de mayo al 10 de noviembre de 1878 en París, Francia. En esta tercera Feria Universal, cuyo tema era Agricultura, Artes e Industria, se celebraba la recuperación de Francia después de su aplastante derrota en la Guerra Franco-Prusiana de 1870-1871. 
Los edificios y el recinto ferial estuvieron prácticamente inacabados hasta el día de la inauguración, ya que complicaciones políticas impidieron al gobierno francés prestar más atención a la exposición hasta seis meses antes de su apertura. Sin embargo, los esfuerzos hechos en abril fueron sorprendentes, y el 1 de junio, un mes antes de la inauguración oficial, la exposición estaba definitivamente acabada.

## Sitio de la Exposición

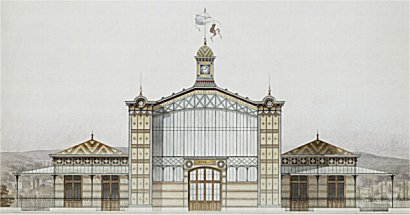
Estación del Campo de Marte en 1878.

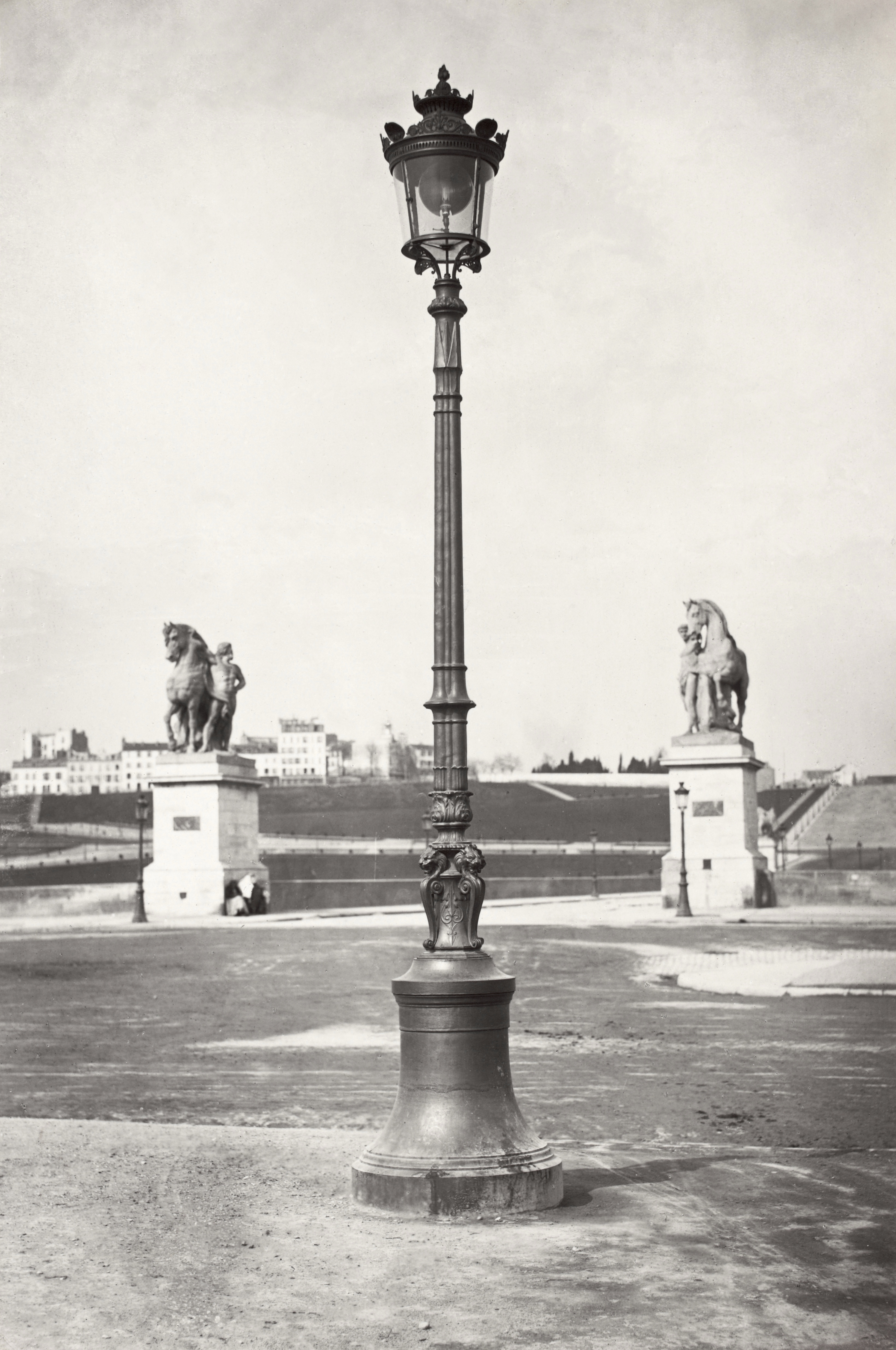
La colina de Chaillot en 1878, antes de la Exposición.

Se dispusieron solamente de diecinueve meses de trabajo para preparar el evento. La exposición se celebraría en ambas orillas del Sena, y comprendería unas 75 hectáreas entre el Champ de Mars y la colina de Chaillot. El puente de Jena se ampliaría y mejoría para conectar fácilmente ambas riberas (donde se elevarían el Palacio de Champ de Mars y el Palacio del Trocadero). 
Para servir el sitio, se rehízo la estación Champ-de-Mars. Cuatro vías servían la estación y se construyó un bufé a lo largo de avenida de Suffren. Las obras del edificio de pasajeros se encomendaron al arquitecto Juste Lisch, quien diseñó una estructura metálica con cerramientos de ladrillo y grandes vidrieras. Al final de la Île aux Cygnes, se construyó una pasarela peatonal conocida como pasarela de Passy.

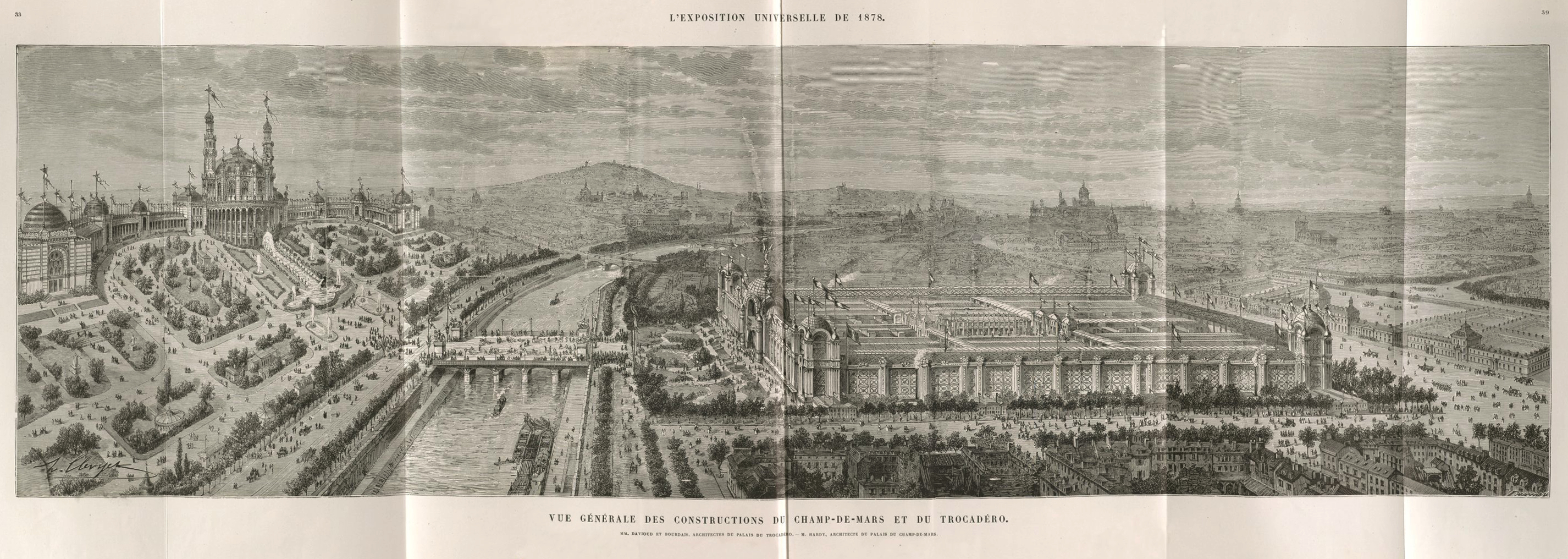
Vista panorámica del sitio de la Exposición: a la izquierda, se encuentra el palacio del Trocadero, que fue diseñado específicamente para la ocasión por los arquitectos Davioud y Bourdais. El edificio tenía tres partes: la monumental rotonda central servía como sala de recepción y sala de conciertos que podía alojar alrededor de 5000 personas. Dos galerías en cada lado salían desde la rotonda hacia el exterior del edificio, y se inspiraban en la Piazza de San Pedro en Roma. El Palacio fue dañado por un incendio en 1935, y ya no existe. En la otra orilla del Sena se encuentra el "Palais du Champ-de-Mars", que también fue construido para la ocasión, pero que sería destruido poco después de la Exposición. En 1889, la Torre Eiffel se construiría en ese sitio.

## Características

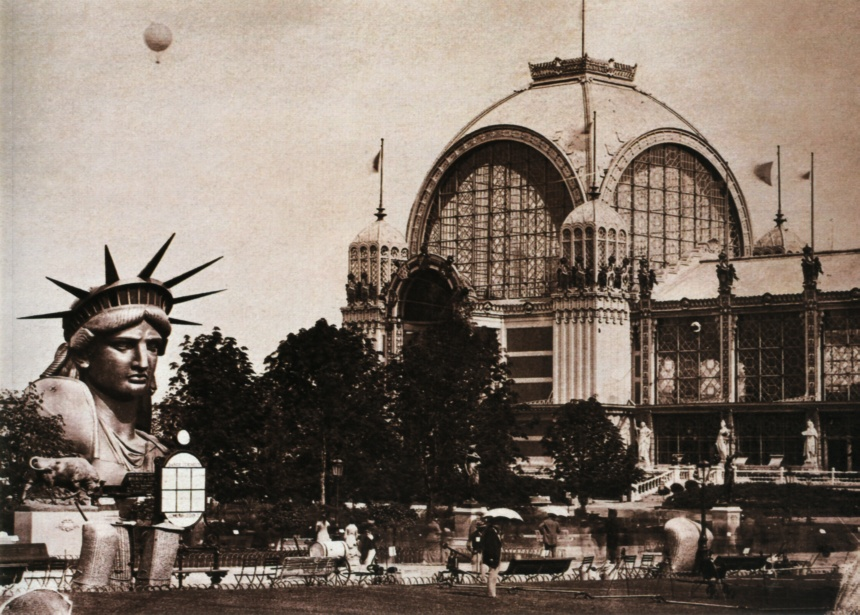
El Palacio del Campo de Marte y la cabeza de la Estatua de la Libertad.

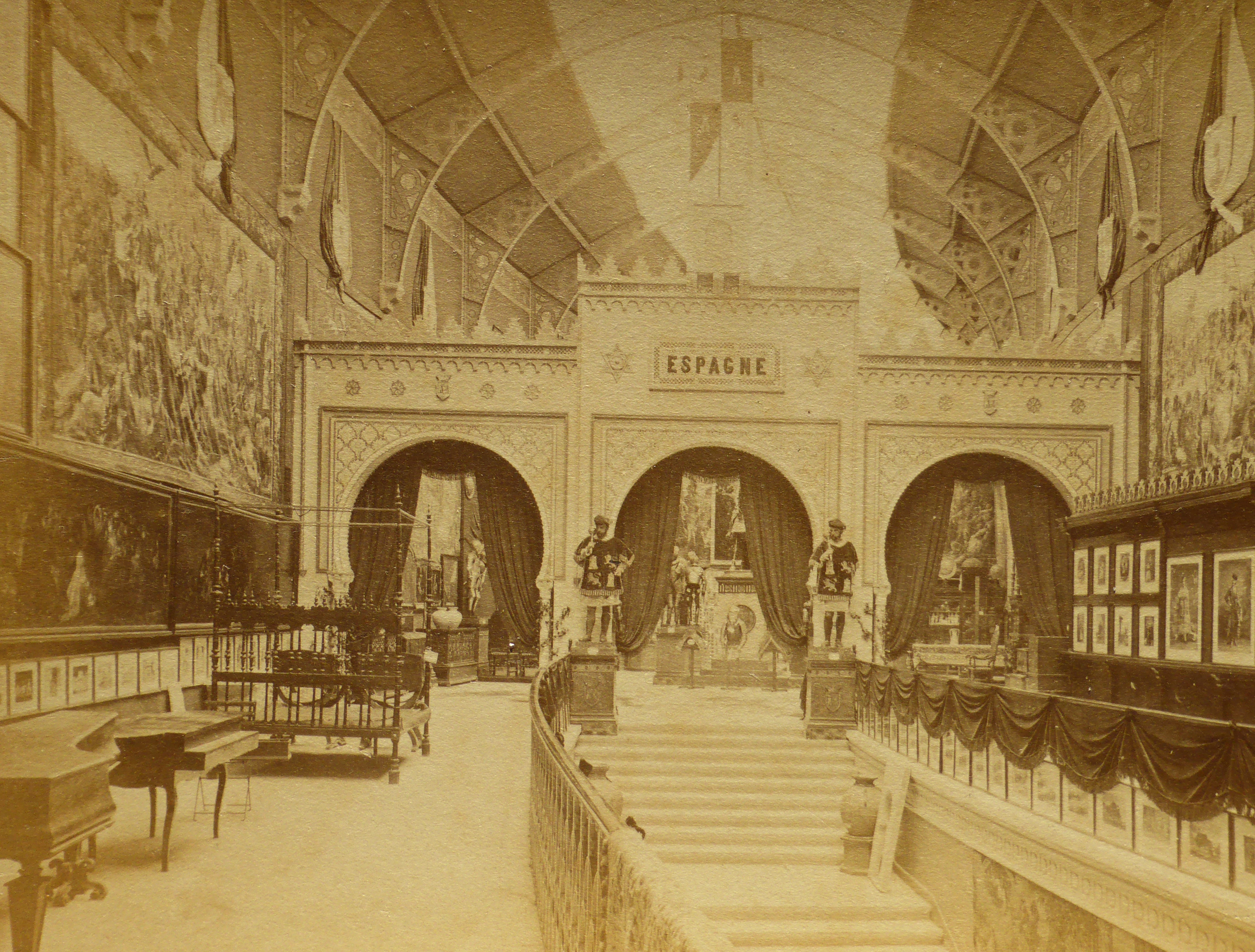
Sección española en el Palacio del Trocadero, en la Exposición de 1878. A la izquierda vemos la pintura El aquelarre, de Goya.

Esta exposición fue, a gran escala, mucho mayor que ninguna otra acontecida antes, en cualquier otro lugar del mundo. Ocupó 66 acres (267 000 m²); el edificio principal, situado en el Campo de Marte, ocupaba 54 acres (219.000 m²). Los expositores franceses coparon la mitad del espacio expositivo, ocupando los 36 países asistentes el restante espacio. Alemania fue el único país importante que no estuvo representado, muy reciente la guerra, pero algunas pinturas germanas si fueron exhibidas. El Reino Unido, la India británica, Canadá, Victoria, Nueva Gales del Sur, Queensland, Australia del Sur, la Colonia del Cabo y algunas de las colonias de la Corona británica ocuparon cerca de un tercio del espacio destinado a las naciones extranjeras. Los gastos del Reino Unido fueron costeados aparte de los ingresos consolidados; cada colonia británica sufragó sus propios gastos. La exhibición del Reino Unido estuvo bajo el control de una comisión real, de la que era presidente el príncipe de Gales. La delegación de los Estados Unidos estuvo encabezada por una serie de comisarios, entre los que se encontraba Pierce M. B. Young, un antiguo miembro del congreso estadounidense y mayor general en el Ejército de los Estados Confederados, junto a otros generales, políticos y famosos. 
La exposición de artes plásticas y nueva maquinaria tuvo lugar a gran escala, y la avenida de las Naciones, una calle con 730 m de longitud, se dedicó a mostrar ejemplos de la arquitectura doméstica de casi todas las ciudades de Europa y algunas de Asia, África y América. La “Galería de las Máquinas” fue un escaparate industrial de bajos arcos transversales, diseñados por el ingeniero Henri de Dion (1828-1878). Muchos de los edificios y estatuas fueron hechos de staff, un material de construcción de bajo coste inventado en París en 1876, compuesto por fibra de yute, yeso de París y cemento.
En la ribera norte del río Sena, se construyó para la exposición un elaborado palacio, el palacio del Trocadero, en la punta de la plaza del Trocadero. Era una preciosa estructura árabe con torres de 76 m de altura flanqueadas por dos galerías. El edificio estuvo en pie hasta 1937. El 30 de junio de 1878, la cabeza de la Estatua de la Libertad fue mostrada en el jardín del palacio del Trocadero, mientras otras piezas se mostraban en los Campos de Marte.
Entre los numerosos inventos expuestos estaba el teléfono de Alexander Graham Bell. La luz eléctrica había sido instalada a lo largo de la avenida de la Ópera y de la plaza de la Ópera, y en junio, se encendió un interruptor y toda  la zona se iluminó con bombillas eléctricas, inventadas por Pável Yáblochkov y alimentadas por el generador de Zénobe Gramme. El diseño de las bombillas fue posteriormente mejorado por Thomas Edison, que por aquel entonces sólo tenía en la exposición un megáfono y un tocadiscos. Jurados internacionales consideraron los objetos expuestos otorgando medallas de oro, plata y bronce. Una de las atracciones más populares fue un zoo humano, llamado “pueblo negro”, compuesto por 400 indígenas. Por lo que respecta a la participación española, el pintor Francisco Pradilla y Ortiz logró con su cuadro Doña Juana la Loca la primera medalla de oro para España en una exposición universal.
Más de 13 millones de personas pagaron por asistir a la exposición, convirtiéndola en un éxito financiero. El coste de la empresa para el gobierno francés, que suministraba todos los fondos para la construcción y la explotación, fue de poco menos de un millón de libras inglesas, después de deducir el importe de la venta a la ciudad de París de los edificios permanentes y del palacio del Trocadero. El número total de personas que visitaron París durante el tiempo que duró la exposición fue de 571.791, 308.974 más de los que visitaron la ciudad francesa en 1877, y 46.021 visitantes más que en la anterior exposición de 1867 en la capital. Además del impulso general dado al comercio francés, los ingresos procedentes de impuestos de los visitantes extranjeros aumentaron en unos tres millones de libras esterlinas en relación con el año anterior.
De manera simultánea a la exposición, se celebraron una serie de encuentros y de conferencias para conseguir consenso sobre normas internacionales. El escritor francés Víctor Hugo dirigió el «Congreso para la Protección de la Propiedad Literaria», que condujo a la consiguiente formulación de las leyes internacionales del copyright. Igualmente, otros encuentros condujeron a normalizar el flujo de correo de un país a otro. El Congreso Internacional para la mejora de las condiciones de los ciegos llevó a la adopción mundial del sistema de lectura táctil Braille.

## Palacio del Trocadero

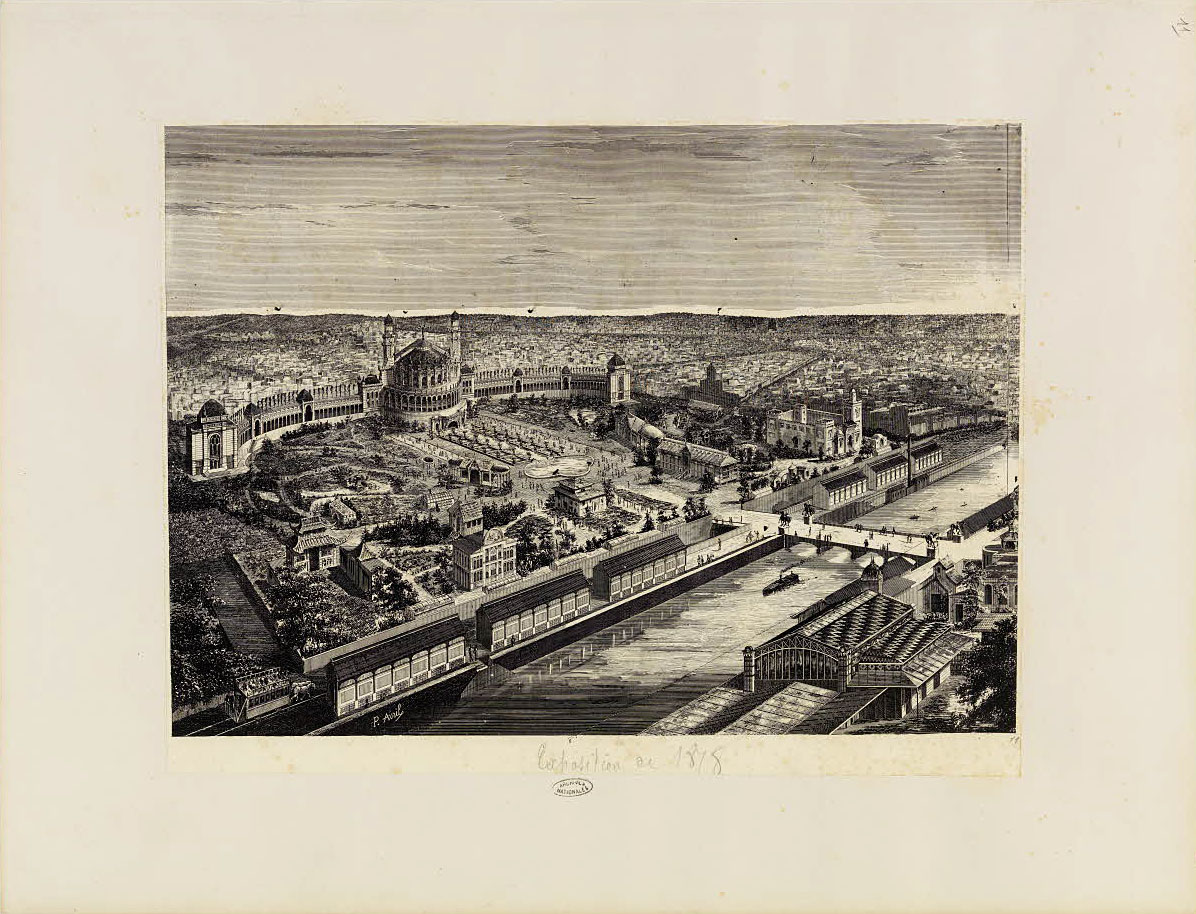
Vista panorámica de la parte central de la exposición (Archives nationales - F/12/11919 - Pièce 11).

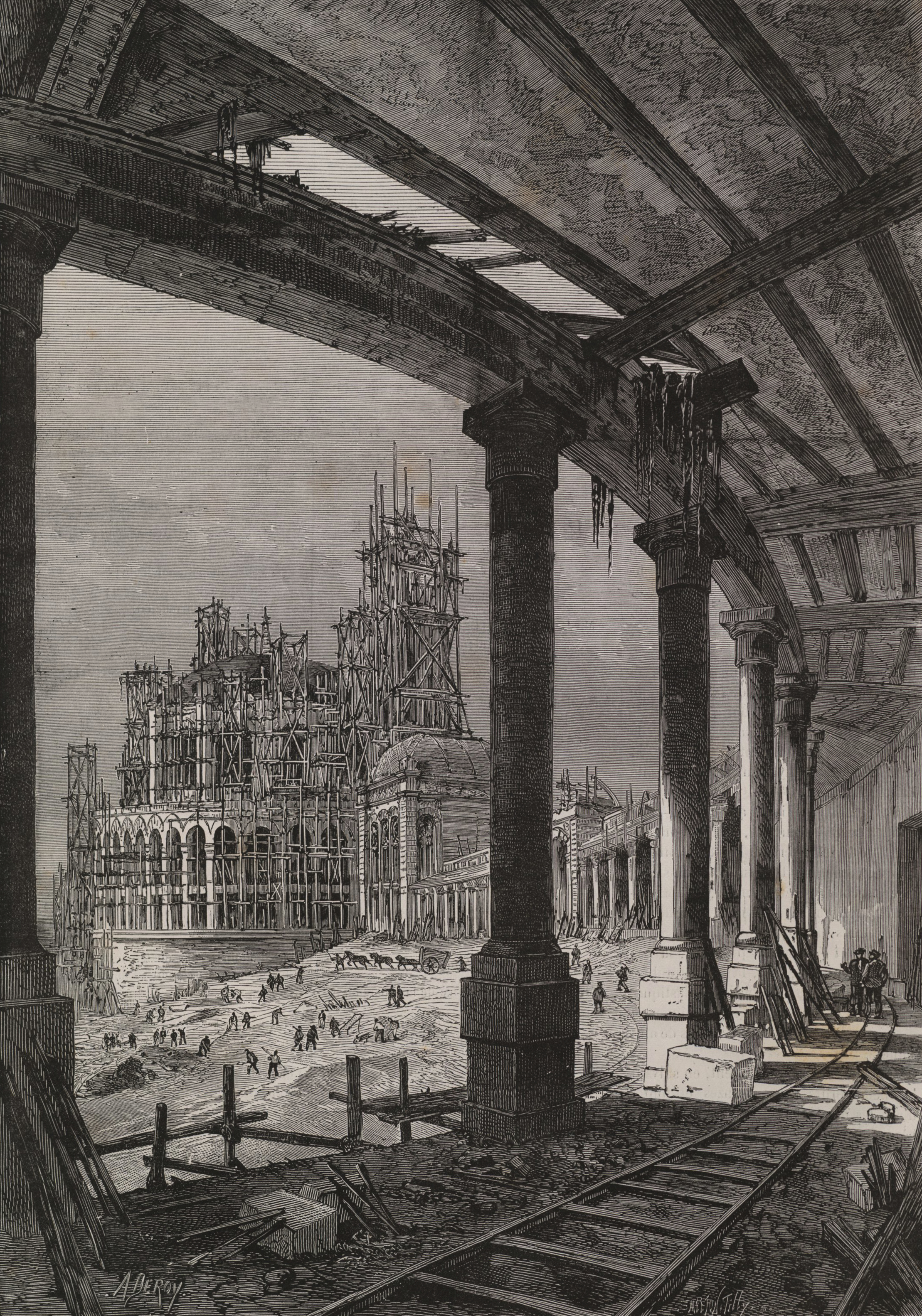
Trabajos en el Palacio en la ala Passy, en 1878.

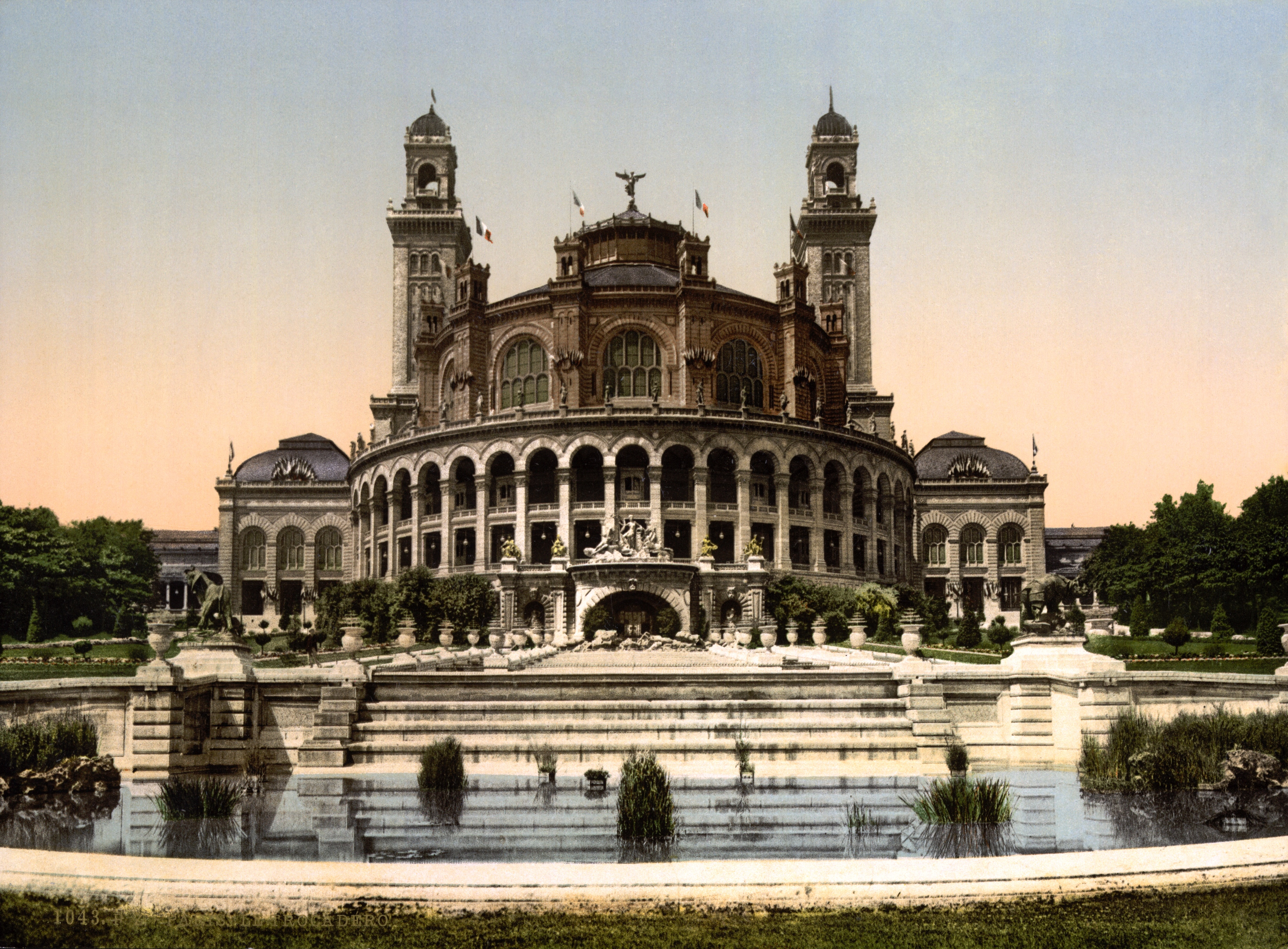
El antiguo palacio del Trocadero (tal como se veía en la Exposición universal de 1900.

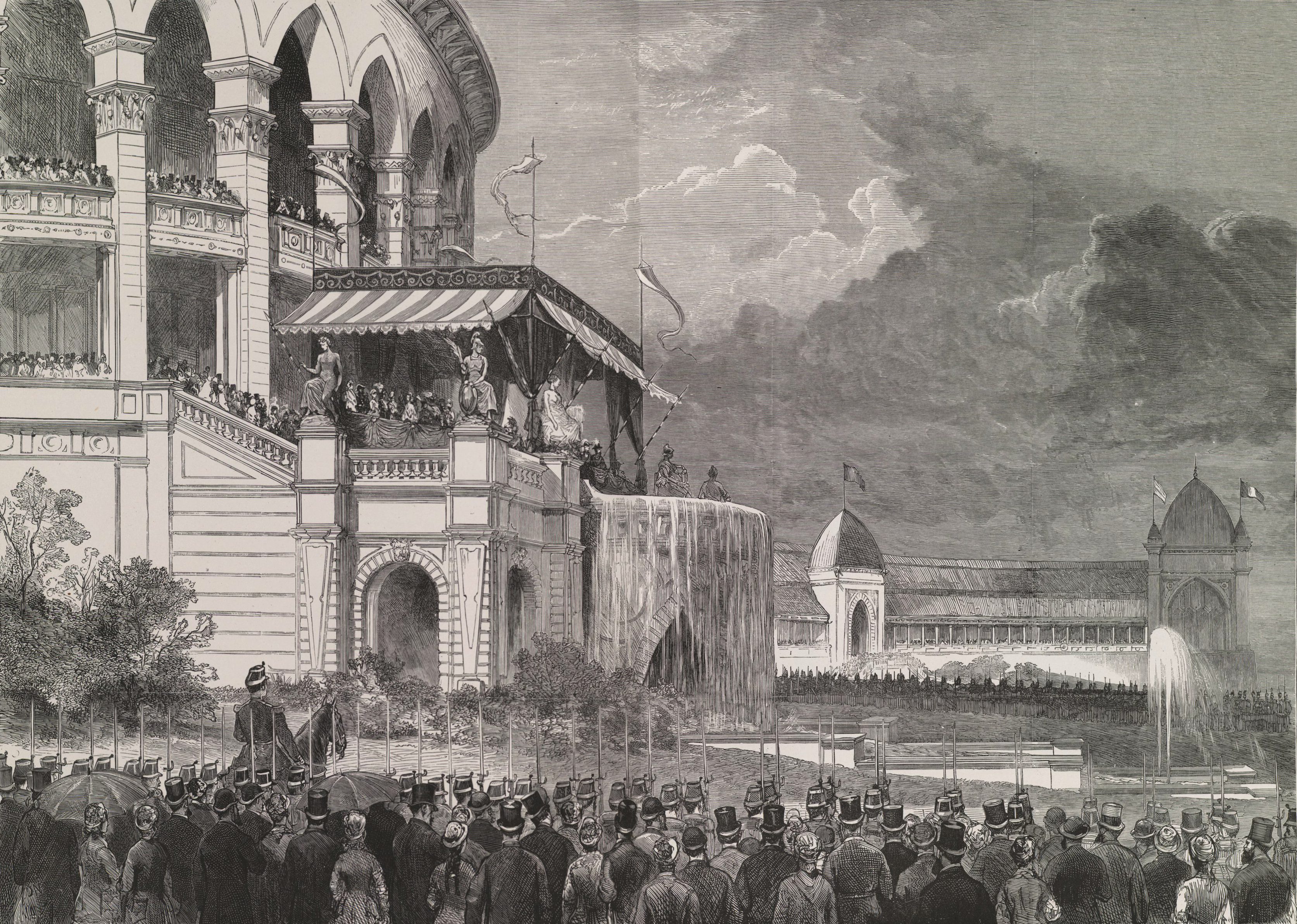
El presidente de la República Patrice de Mac Mahon inaugura la exposición de 1878 desde la terraza del palacio del Trocadero.

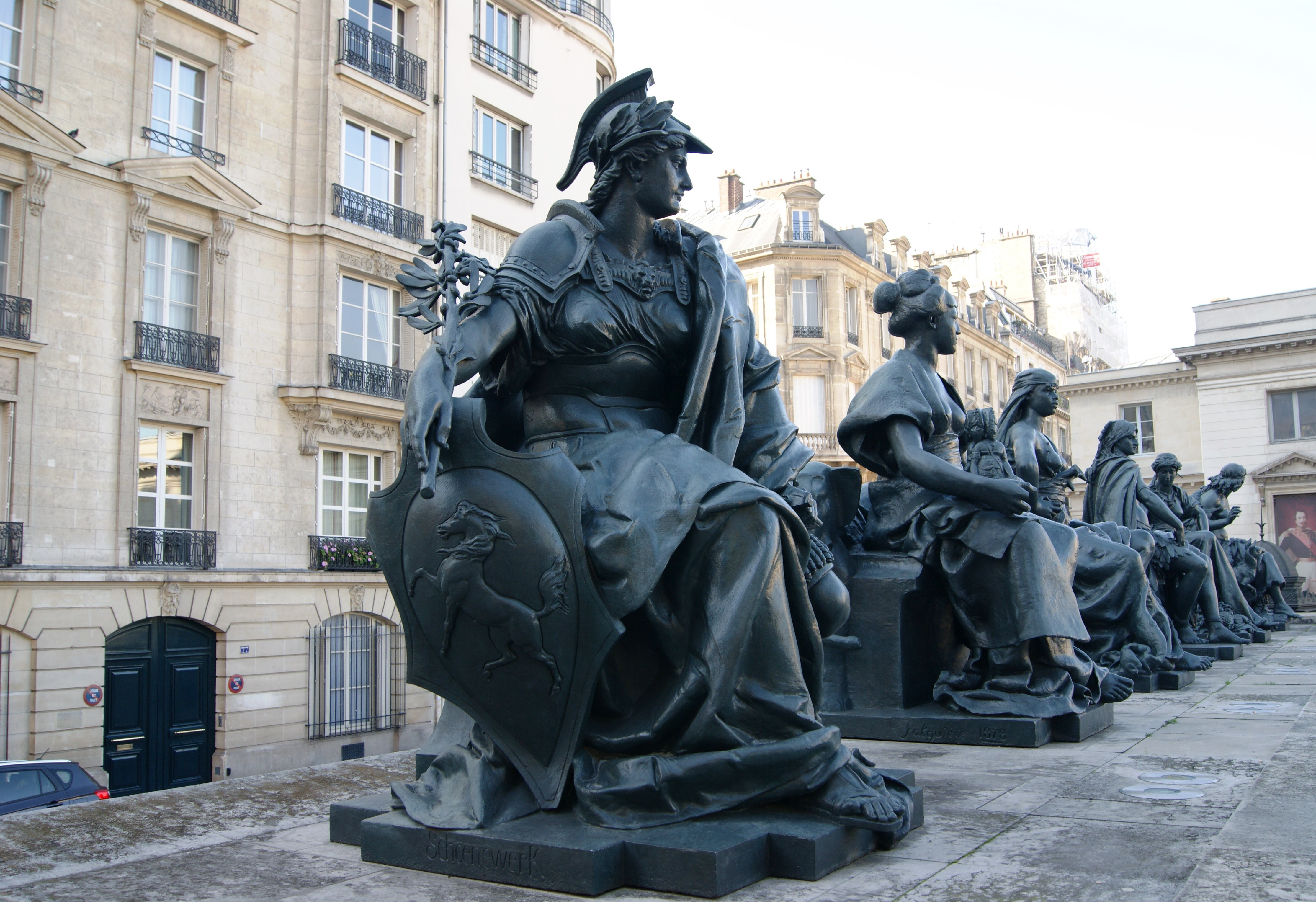
Las estatuas de los 6 continentes ahora frente al museo de Orsay

Desde mediados de la década de 1860, en la colina de Chaillot se habían realizado «travaux de terrassement et de nivellement» para servir de panorama de las instalaciones de la Exposición Universal de 1867 situadas en la rive gauche y de constituir el parque del Champ-de-Mars El lugar, que entonces todavía se llamaba «place du roi de Rome» estaba conectado al puente de Jena por una escalera de granito.
Desde 1876 se empezó a hablar de desarrollar el sitio para la Exposición Universal de 1878. Se proyectó a continuación, en el programa del  Concours pour l'exposition universelle de 1878 edificar una «formidable salle de réunions publiques et de solennités». El palacio fue concebido por los arquitectos  Gabriel Davioud y Jules Bourdais, inspirados en la Giralda de Sevilla, en el Palazzo Vecchio de Florencia y, sobre todo, en un proyecto del barón Haussmann que databa  de 1864, una sala de 10 000 personas, el Orphéon, que debería haber sido construido en la plaza del Château d'Eau. Resultó en un concurso, cuyos requisitos eran la presencia de una sala con 10 000 plazas y galerías de exposiciones; se presentaron 94 equipos, pero de hecho el proyecto Davioud-Bourdais ya había sido retenido. Tenía dos alas en forma de semicírculo, conectadas por una parte central, circular, y flanqueada por dos torres, en estilo morisco o neobizantino; en el lado de la plaza, el piñón era «à la flamande» aunque otros comentaristas evocaban no tanto el orientalismo del proyecto como un estilo fantasioso ahora propio de todas las exposiciones mundiales desde The Crystal Palace de Londres, en 1851.
Las obras del palacio del Trocadero tuvieron lugar entre noviembre de 1876 y junio de 1878; en 1877 el lugar pasó a llamarse «place du Trocadéro» mientras que en julio del mismo año, «le portique à deux étages du corps central est achevé tandis que l'érection des murs délimitant les hautes fenêtres est en cours» [el pórtico de dos pisos del cuerpo central esta acabado mientras la erección de los muros que delimitan las altas ventanas está en curso] Los medios de la época todavía obligaban a los trabajadores a maniobrar en «échafaudages de bois montés en charpente». En octubre, se comenzó a colocar el techo y se excavó el lecho de la cascada en la mina (esta cascada descendía desde el cuerpo central hacia los jardines en forma de una fuente).
El palacio, también llamado palacio de Piedra (Palais de pierre), fue donde el presidente Mac Mahon recibió con fasto a los embajadores y príncipes extranjeros. El palacio tenía una sala de fiestas y una gran sala de conciertos. Los frisos superiores del escenario se deben al talento de Charles Lameire La ventilación de la sala estaba garantizada por cinco mil bocas de aspiración de aire viciado dispuestas entre cada una de los asientos y que rechazaban el aire al exterior. El aire fresco se extraía del depósito natural de aire templado que constituían las cinco hectáreas de las antiguas canteras bajo el palacio.
Aristide Cavaillé-Coll  construyó un gran órgano para el palacio del Trocadero. Este órgano le valió a Cavaillé-Coll la distinción de Oficial en la Orden de la Legión de Honor.
El ingeniero Jean-Charles Alphand, especialista en jardines parisinos y en escenografías con cascadas, fue el responsable de los espacios al aire libre.
El palacio del Trocadero no tenía vocación de durar más allá de la etapa de exposición, pero finalmente se mantuvo, debido a que su costo fue mucho mayor que las previsiones iniciales (costó doce millones de francos de oro en lugar de siete millones y medio, lo que posteriormente había llevado a la Ciudad de París a desvincularse de las obras, en beneficio del Estado). Verá pasar las exposiciones universales de 1889 y de 1900, cuyas instalaciones se distribuirán principalmente sobre el Campo de Marte (será la más notable fue la Torre Eiffel, también construida inicialmente para ser efímera). El 15 de abril de 1889, un suplemento de  Le Figaro señalaba: 

Si uno desea darse cuenta del conjunto de la exposición universal, la mejor manera es situarse en el punto central del palacio de Trocadero, en medio de la galería circular con vistas a las estatuas doradas de las cinco partes del mundo. Desde allí, el panorama es magnífico.
Si l'on tient à bien se rendre compte de l'ensemble de l'exposition universelle, le meilleur moyen est de se placer au point central du palais du Trocadéro, au milieu de la galerie circulaire qui domine les statues dorées des cinq parties du monde. De là, le panorama est magnifique.
Le Figaro

En la exposición de 1900, los pabellones de las colonias y de los protectorados franceses fueron instalados en los jardines del palacio.  y el puente de Jena fue «élargi au moyen de trottoirs en bois» (fue de nuevo completamente ampliado en 1935, pasando de una anchura de 14 a 35 m).
Las estatuas de los continentes que adornaban la fachada del Palacio de Trocadero se han reubicado y hoy están delante del Museo de Orsay. 

Estatuas de los seis continentes
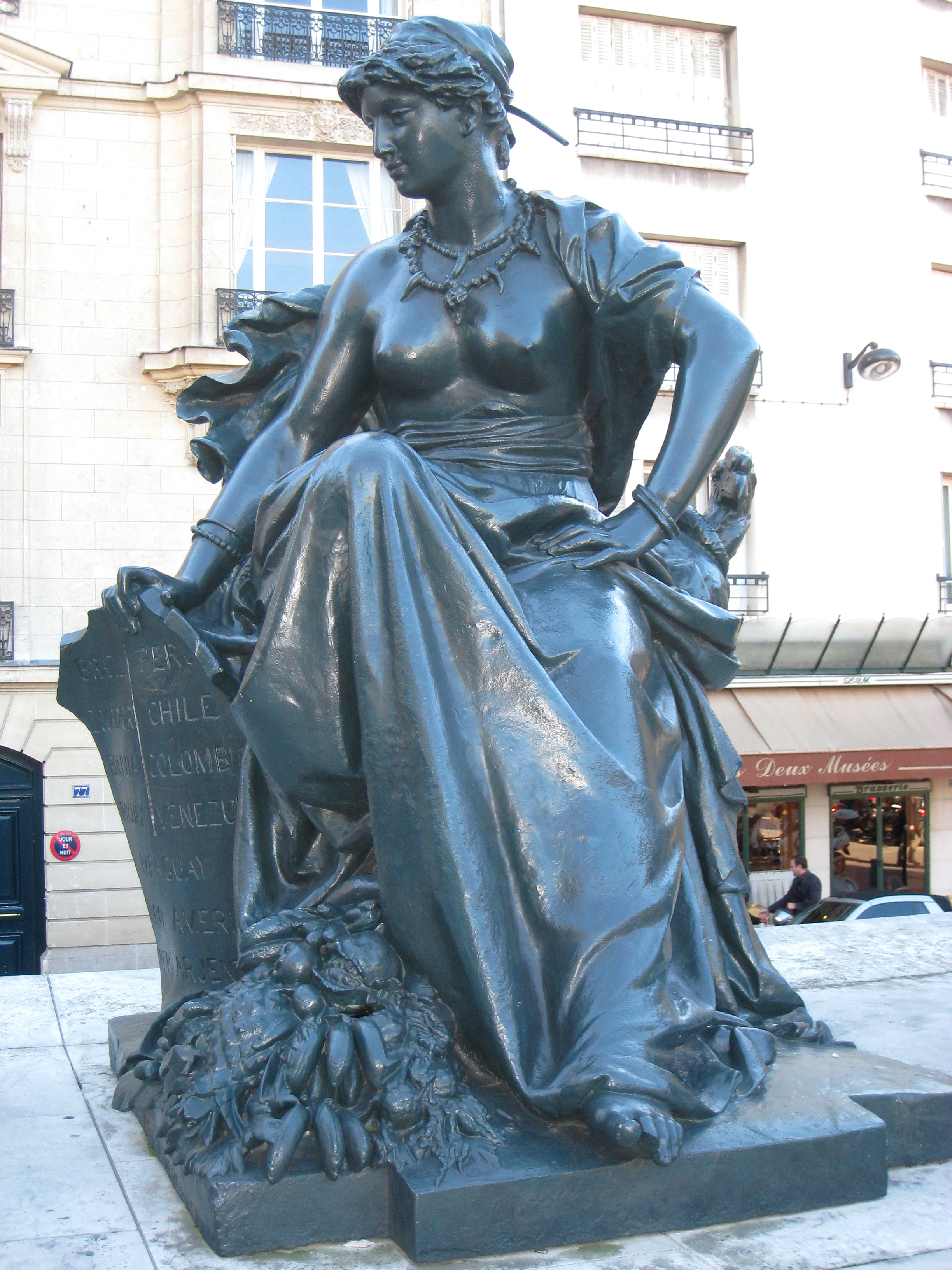
L'Amérique du Sud, obra de Aimé Millet
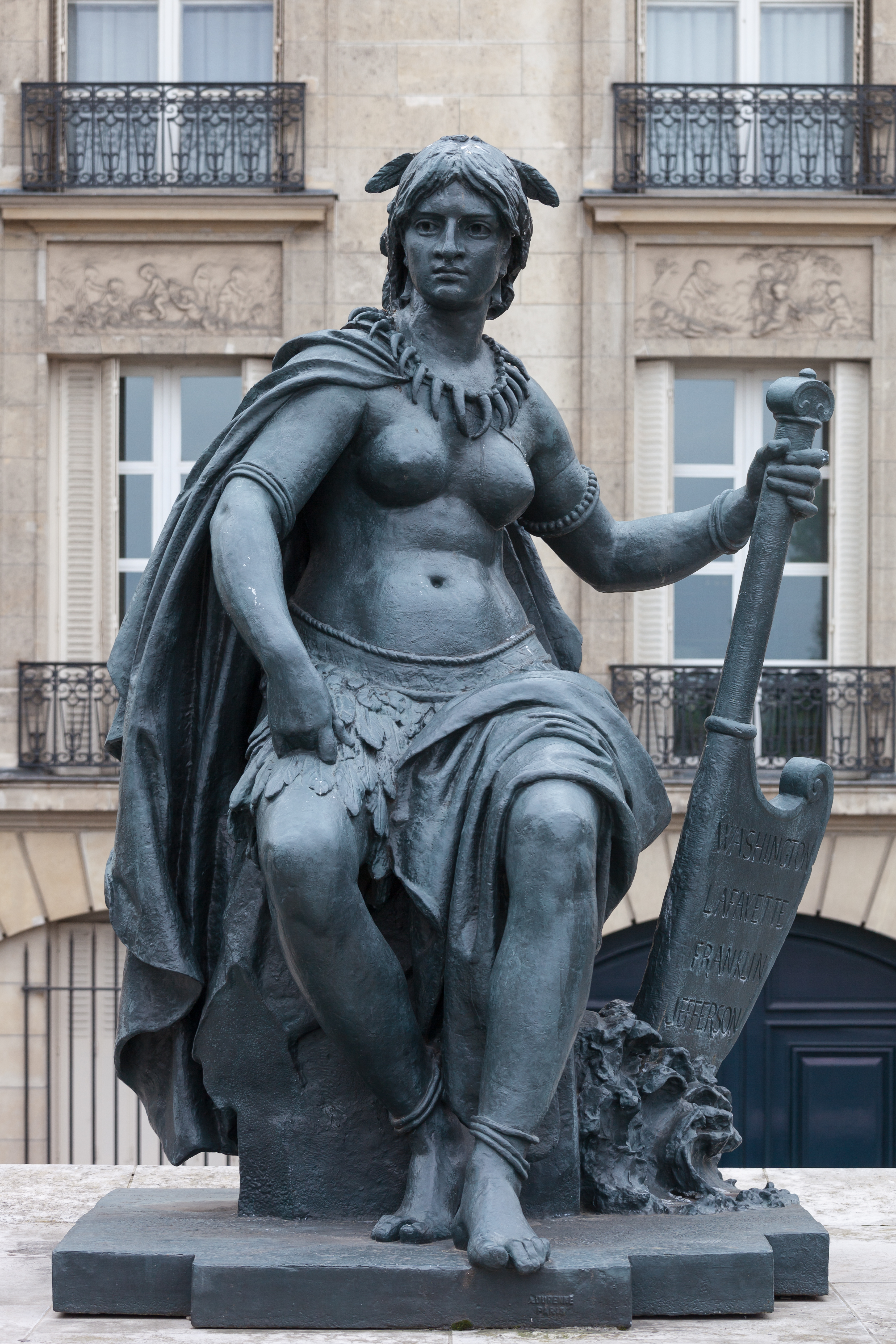
L'Amérique du Nord, obra de Ernest Hiolle
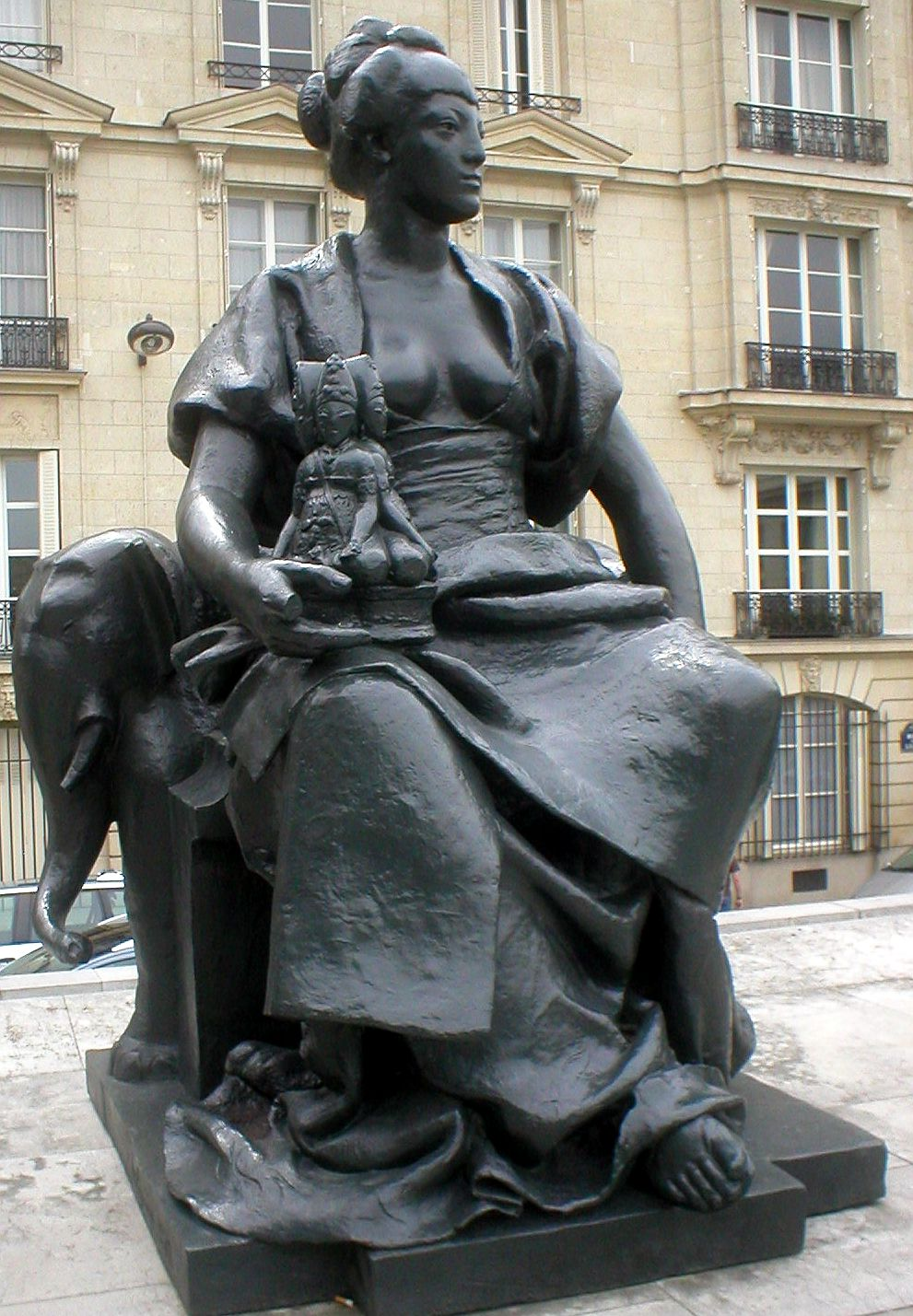
L'Asie, obra de Alexandre Falguière
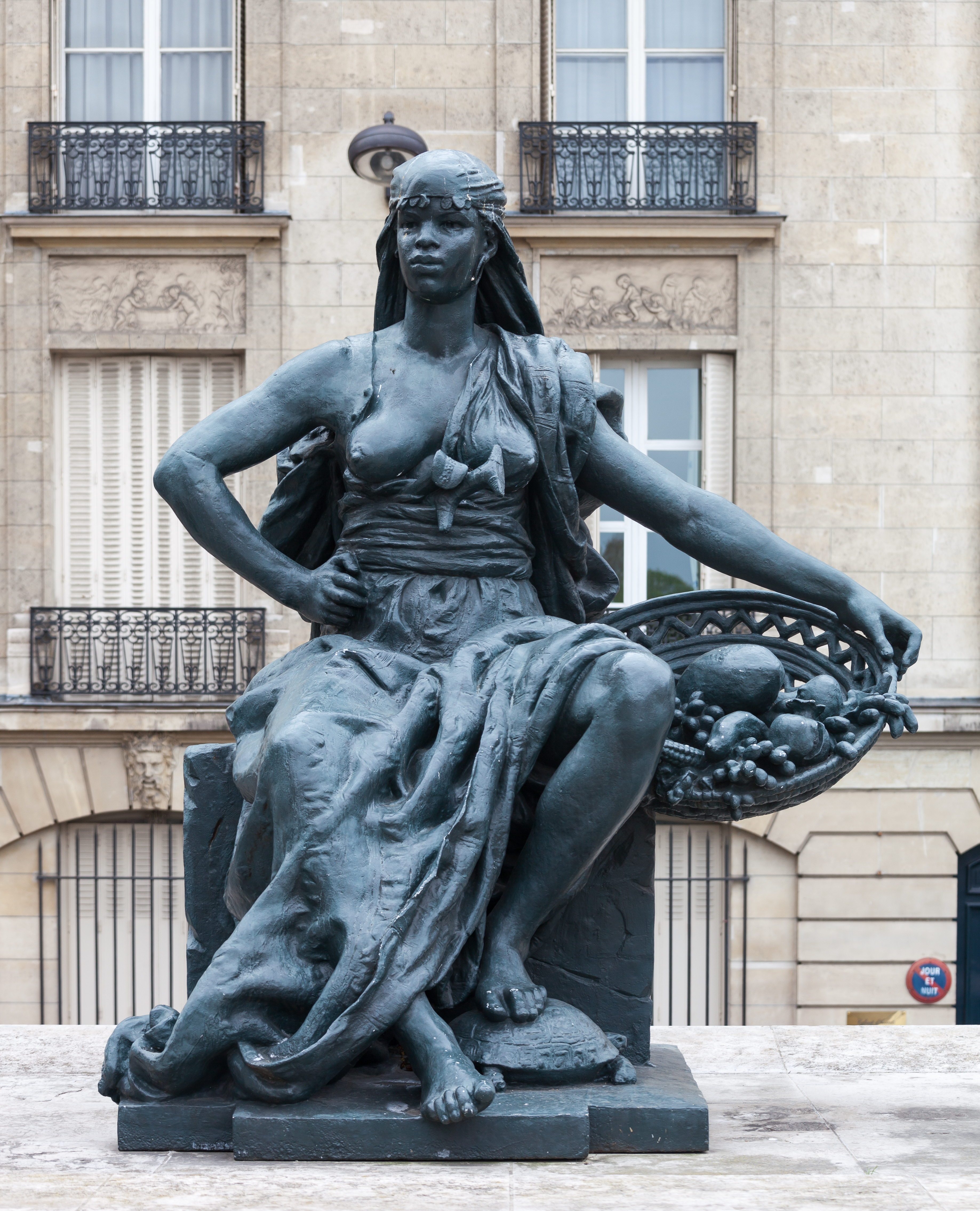
L'Afrique obra de Eugène Delaplanche
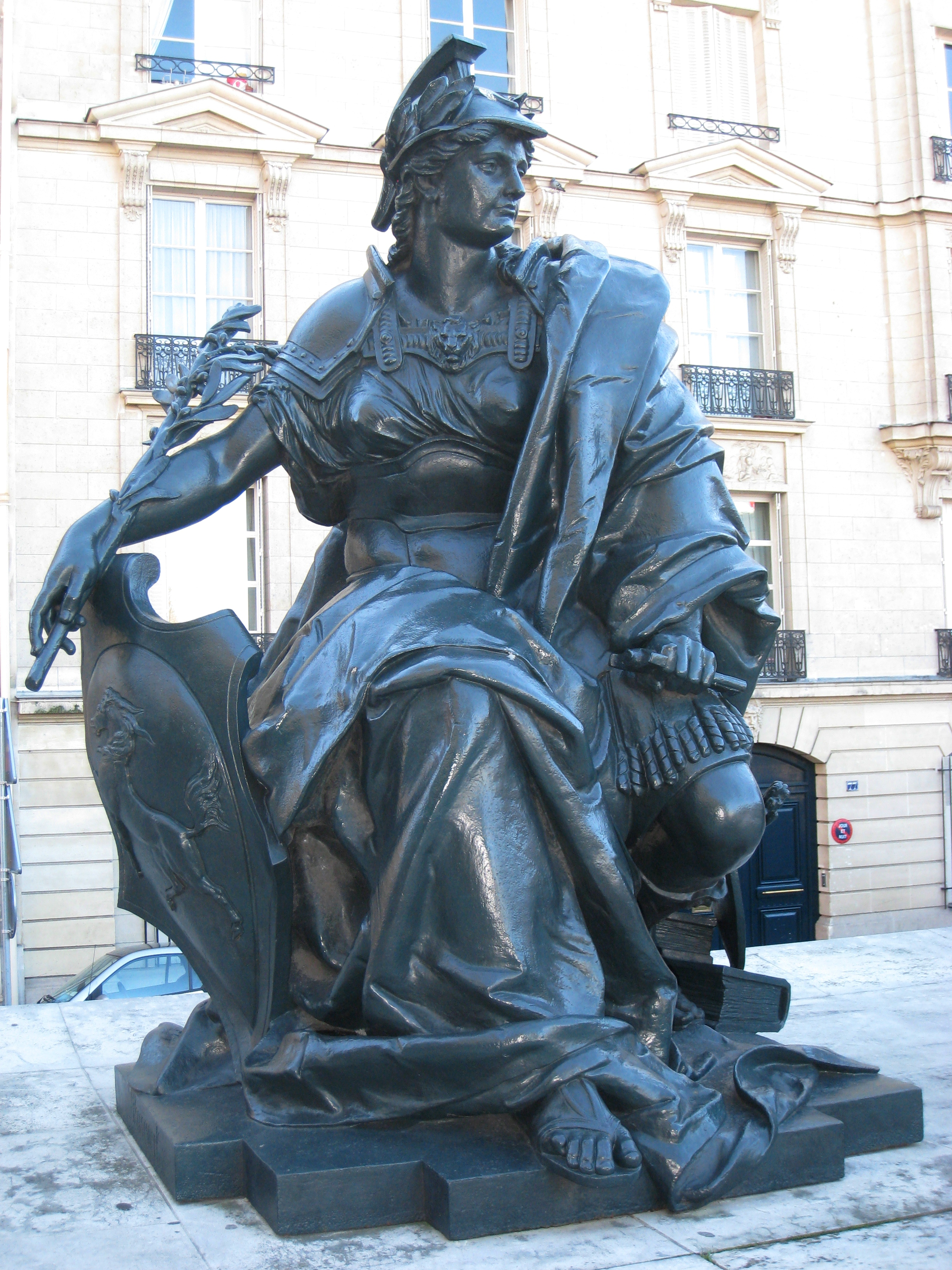
L'Europe, obra de Alexandre Schoenewerk
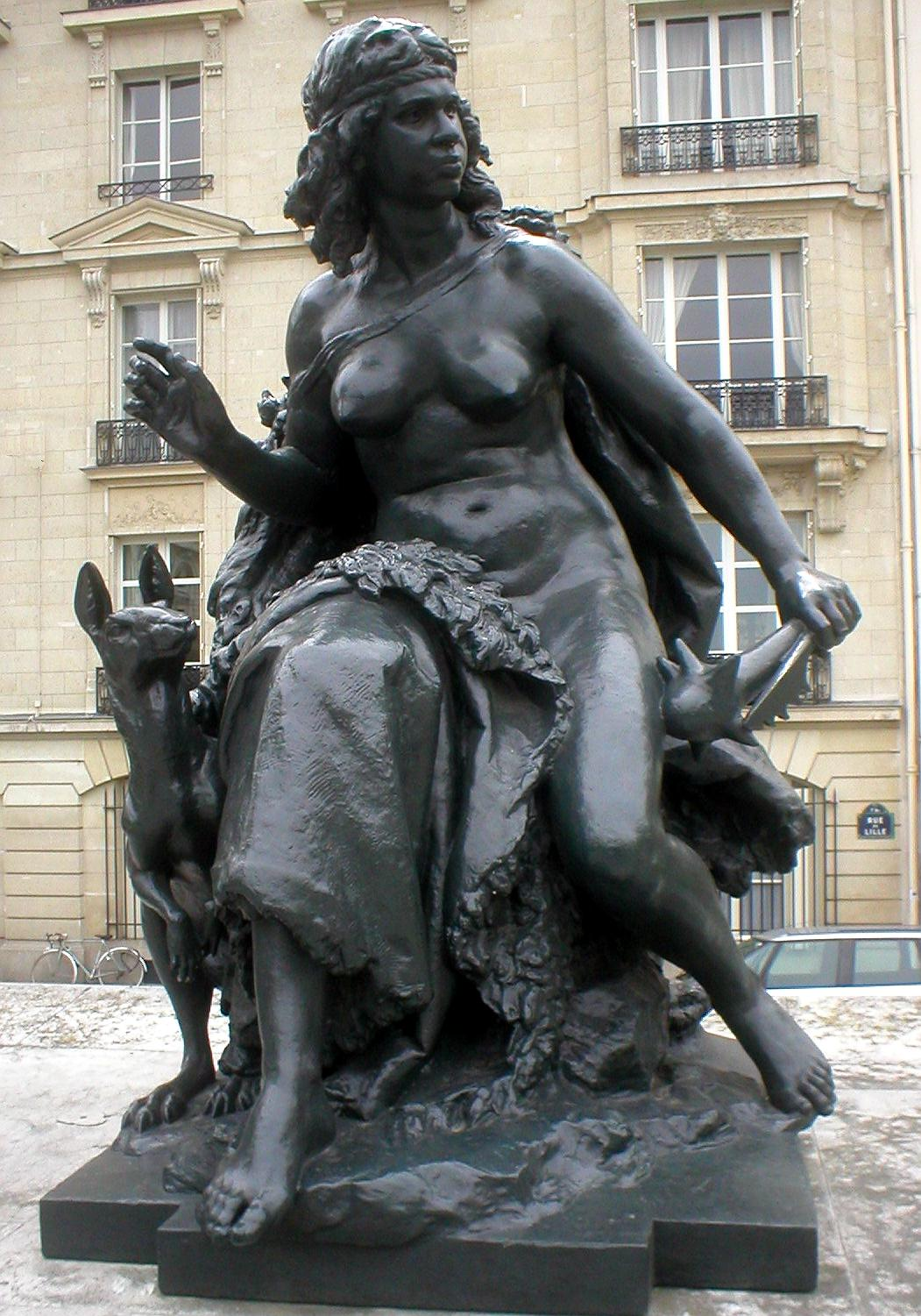
L'Océanie, obra de Mathurin Moreau

Algunas estatuas monumentales de animales también han encontrado su lugar en la explanada de Orsay. El rinoceronte, El caballo en el rastrillo, El joven elefante caído en la trampa, presentados en los jardines del colina del Trocadero, fueron un pasaje durante muchos años en la puerta de Saint-Cloud. El buey, el cuarto animal presente, ahora está en Nîmes. Dos Toros se presentaban en el campo de Marte, no lejos de la cabeza de la Estatua de la Libertad de Bartholdi. Uno de ellos está instalado frente a la entrada principal de los antiguos mataderos de Vaugirard, ahora parque Georges-Brassens, con otra reproducción casi similar. 

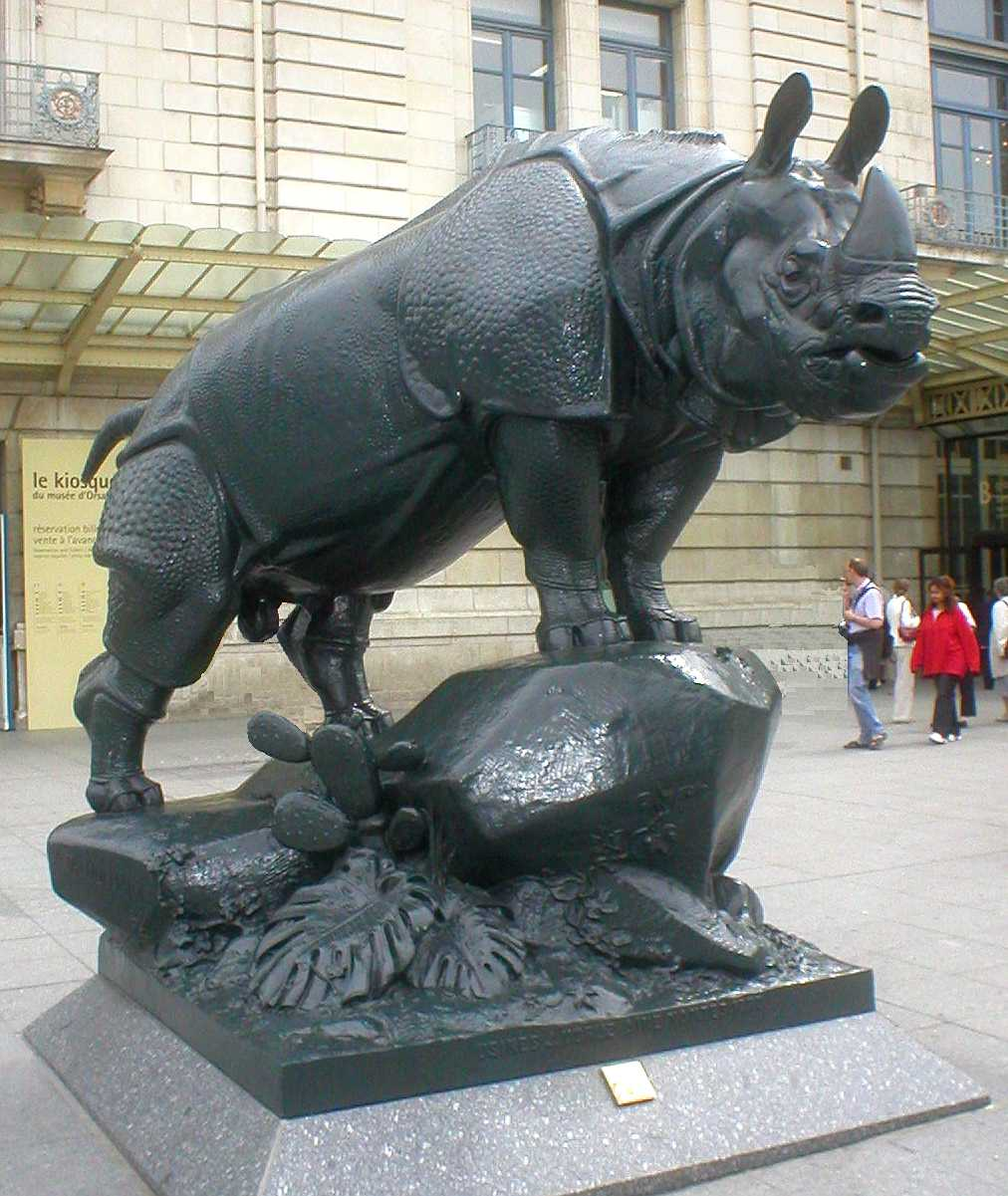
Le rhinocéros, obra de Henri-Alfred Jacquemart
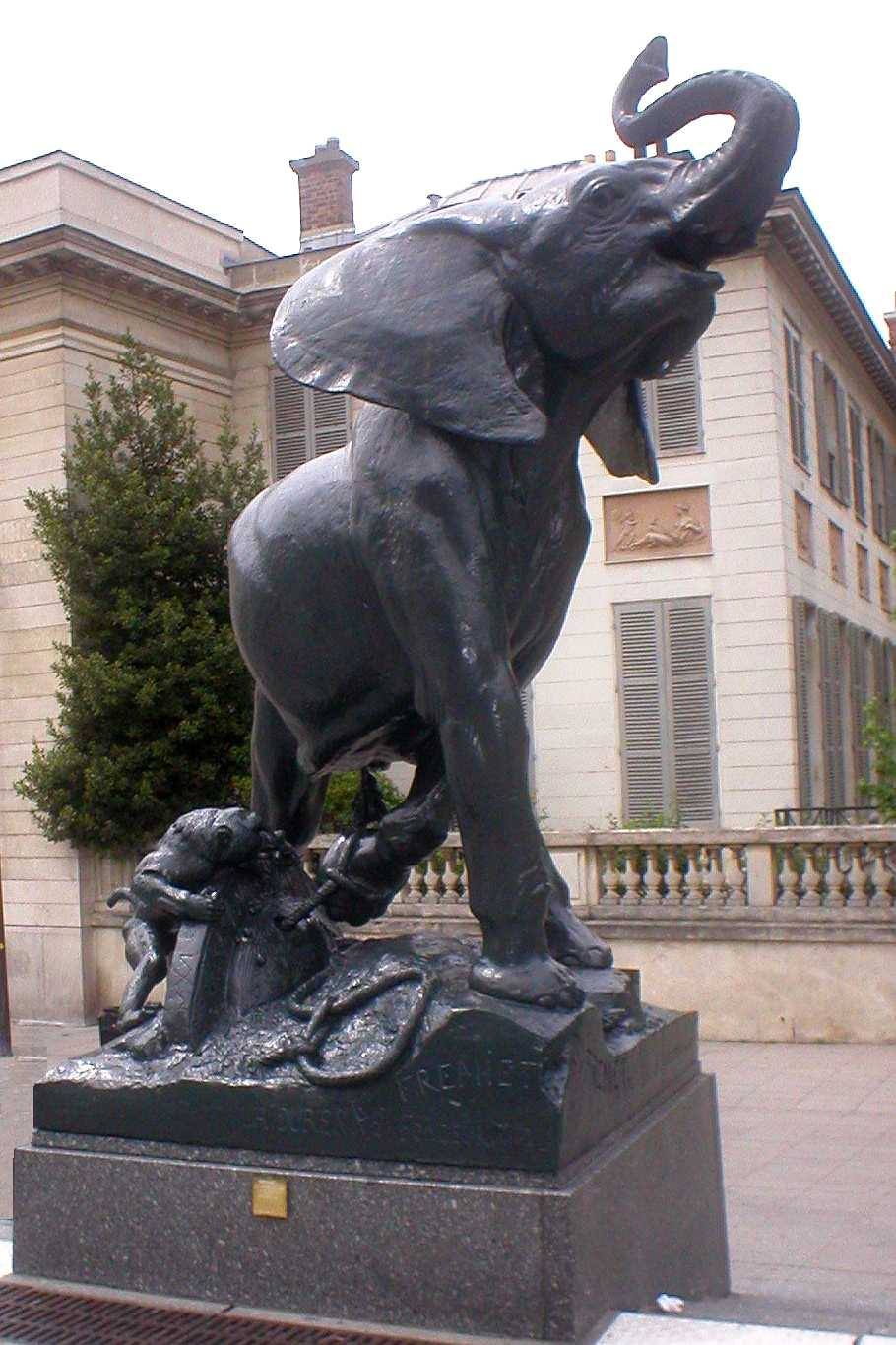
Jeune éléphant pris au piège, obra de Emmanuel Fremiet
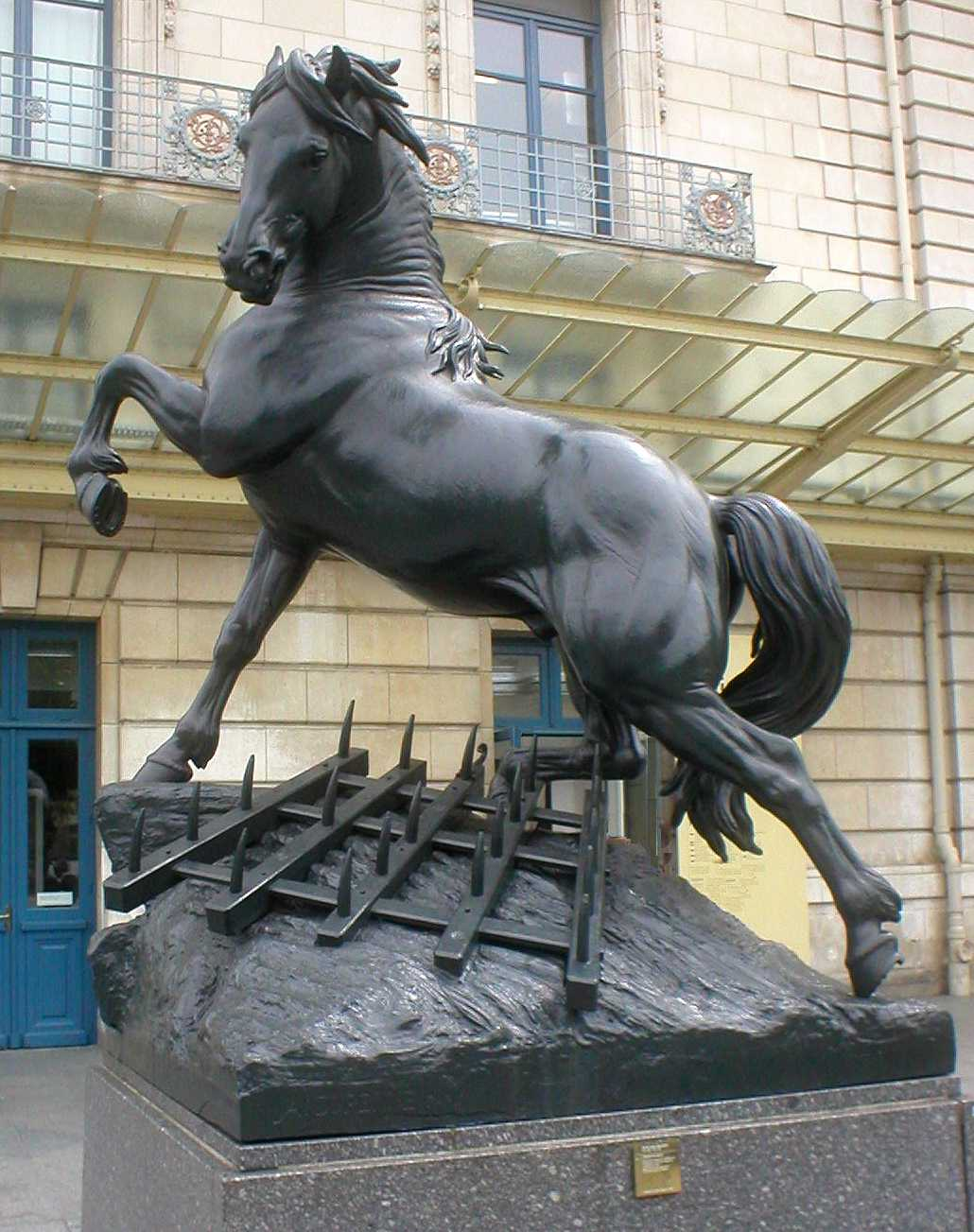
Le cheval à la herse, obra de Pierre Louis Rouillard
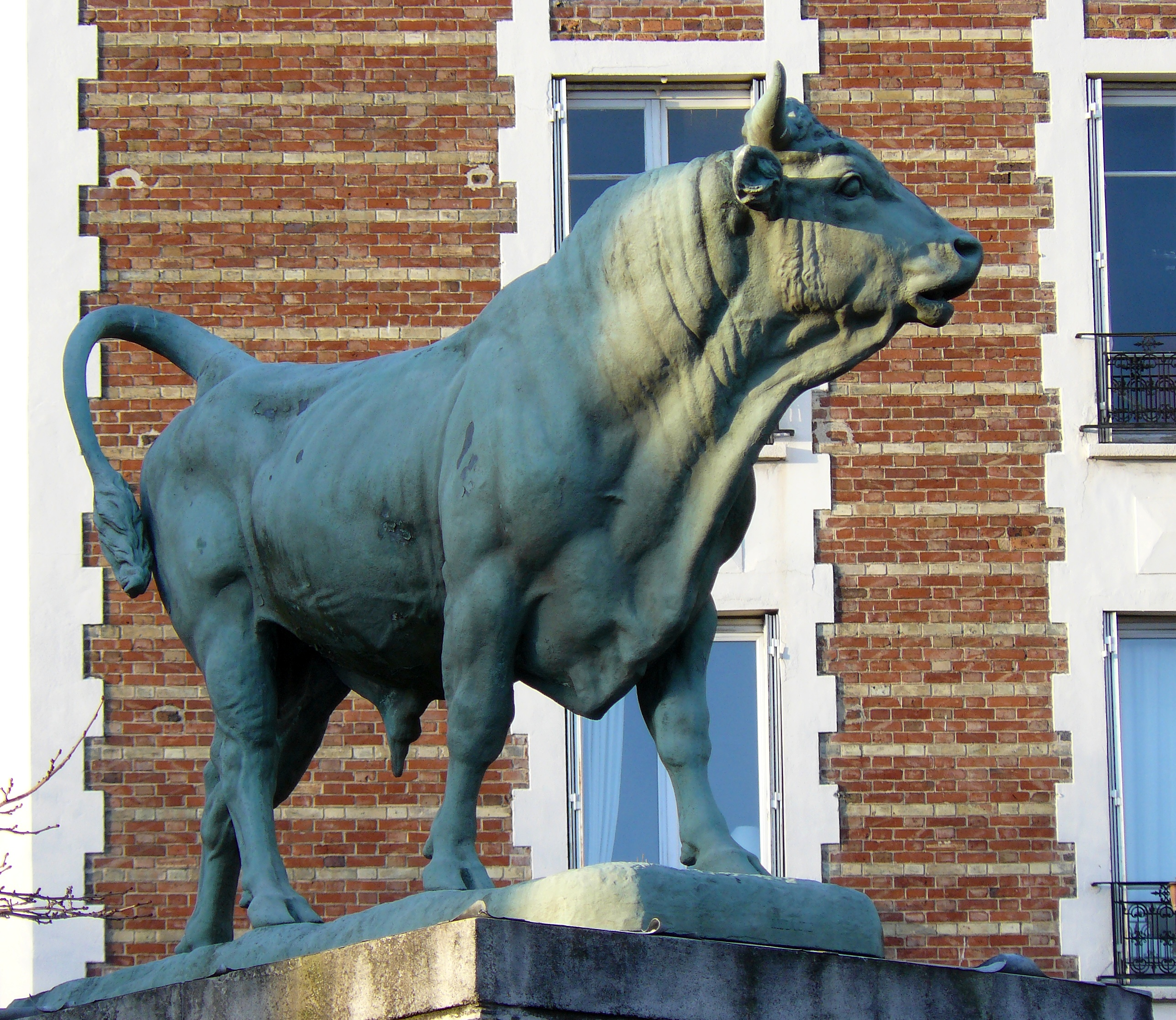
Taureau del parque Georges-Brassens, obra de Isidore Bonheur

## Palacio de la Exposición o palacio del Champ de Mars

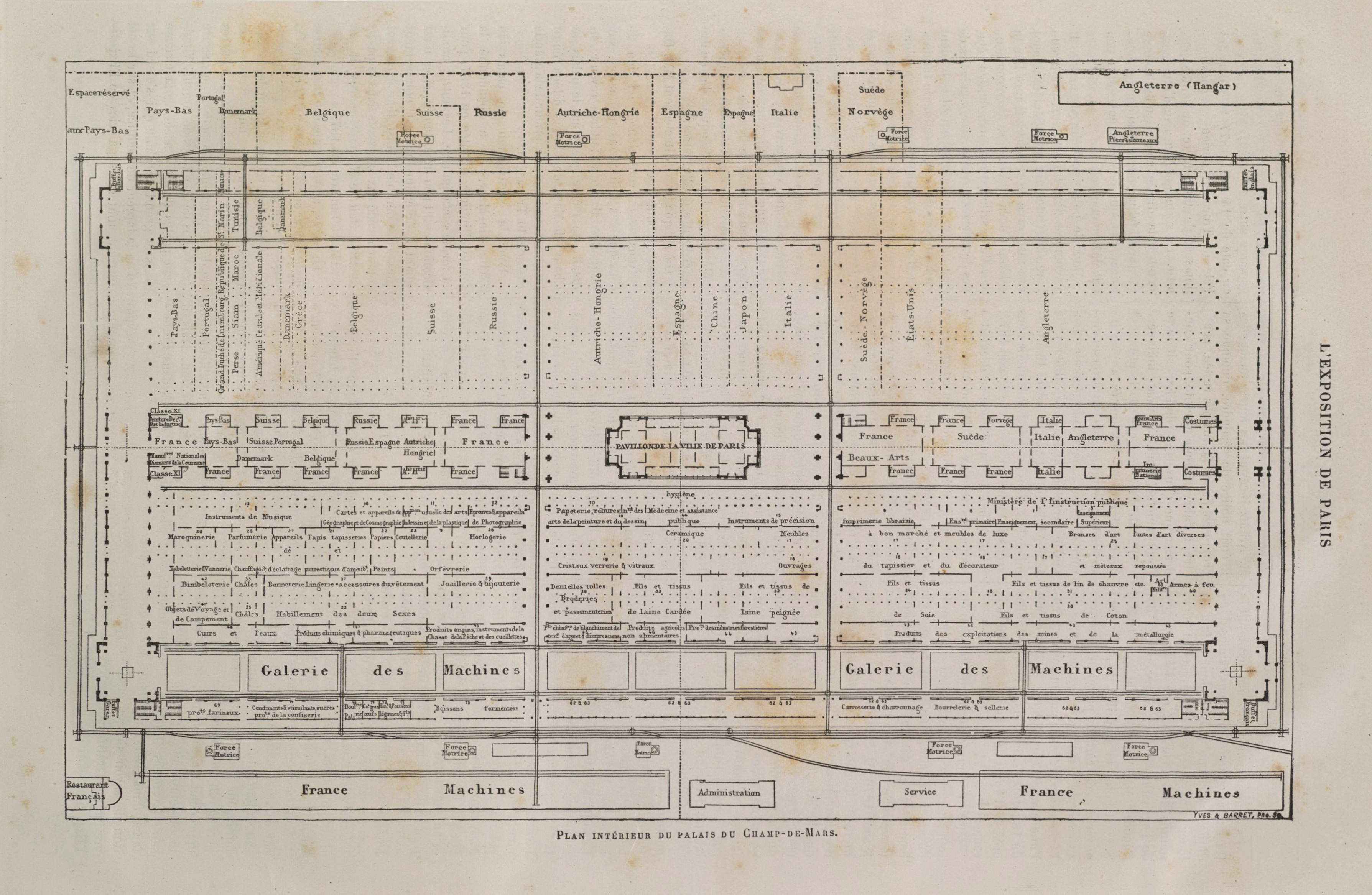
Planta interior del palacio

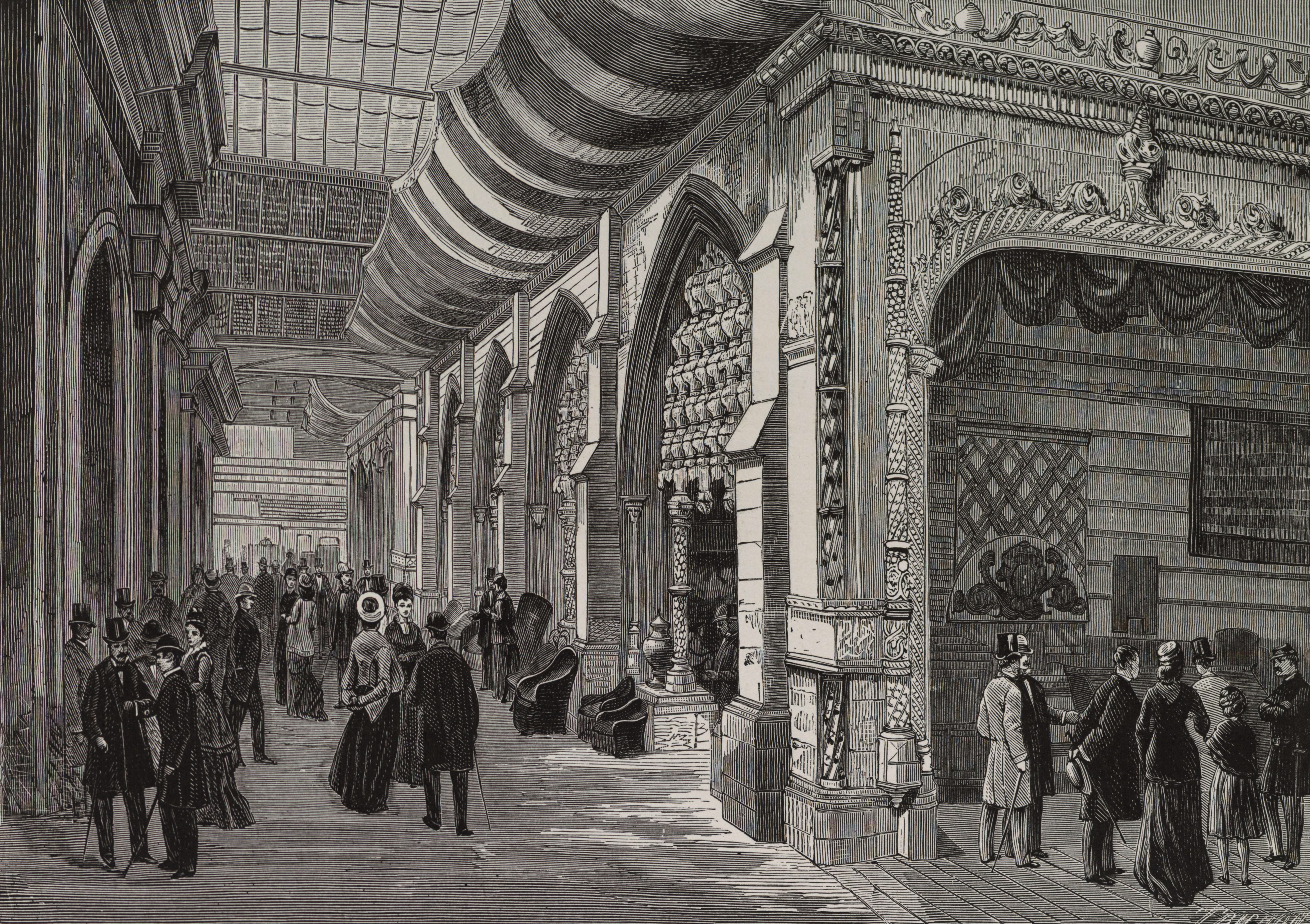
Arcadas laterales de la sección portuguesa en el palacio del Campo de Marte

El palacio de la Exposición, también conocido como palacio de Hierro, ocupaba casi todo el Champ-de-Mars. Recibía los envíos de todas las naciones. Comparable a un largo invernadero en damero, ocupaba un área de 420 000 m2. Era un gran rectángulo que daba al norte y al sur en un vestíbulo: el primer vestíbulo de honor se llamaba «vestíbulo de Jena», el segundo era el «vestíbulo de la escuela militar». 
El ingeniero responsable de las construcciones metálicas fue Henri de Dion, que murió antes del final de la construcción y el arquitecto Léopold Hardy. Los fabricantes que obtuvieron el encargo fueron las empresas Fives-Lille y Schneider.

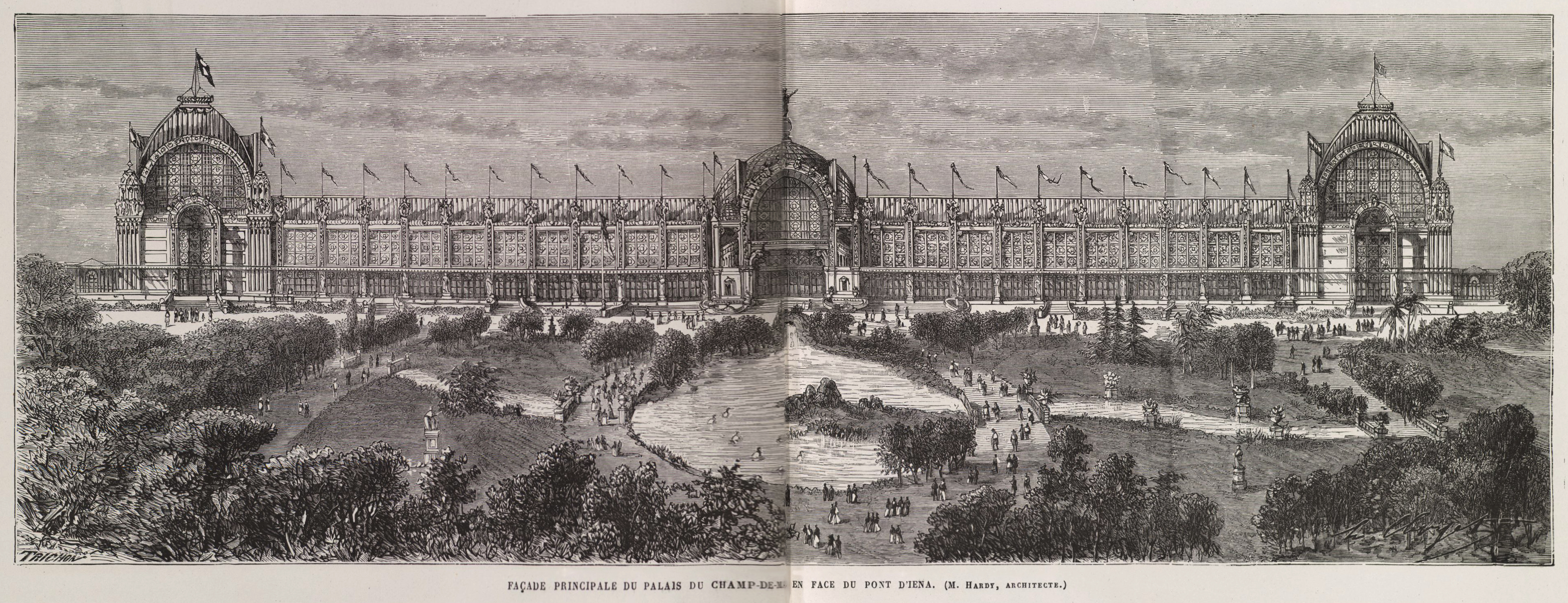
Fachada principal del palacio del Campo de Marte frente al puente de Jena

La «rue des nations», con sus fachadas típicas de cada uno de los países expositores, ocupaba uno de los lados del edificio. El otro lado quedó reservado para los productos franceses y coloniales. El centro del edificio estaba dedicado a las bellas artes y al stand de la ciudad de París. 
La «Galerie du Travail» exponía toda las riquezas del conocimiento humano y permitía la observación de los obreros en el trabajo. El mundo de los juguetes presentaba los juguetes sabios, pequeñas máquinas de vapor, trenes de cuerda, juegos de construcción y ya muñecas animadas. 
Una sección de Antropología mostraba una serie de cráneos de asesinos, en paralelo con la celebración de un «Congrès international des sciences anthropologiques».

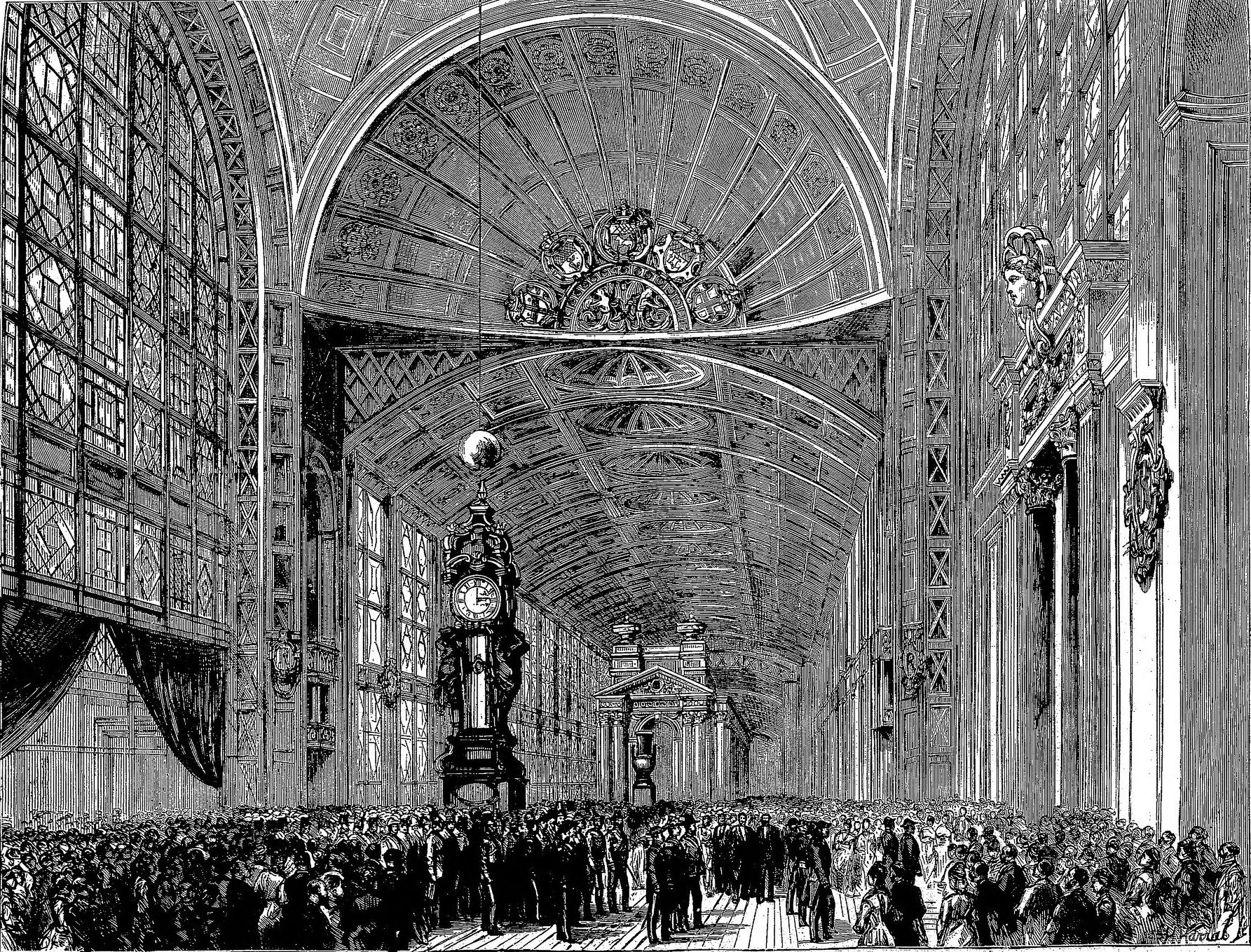
Gran vestíbulo
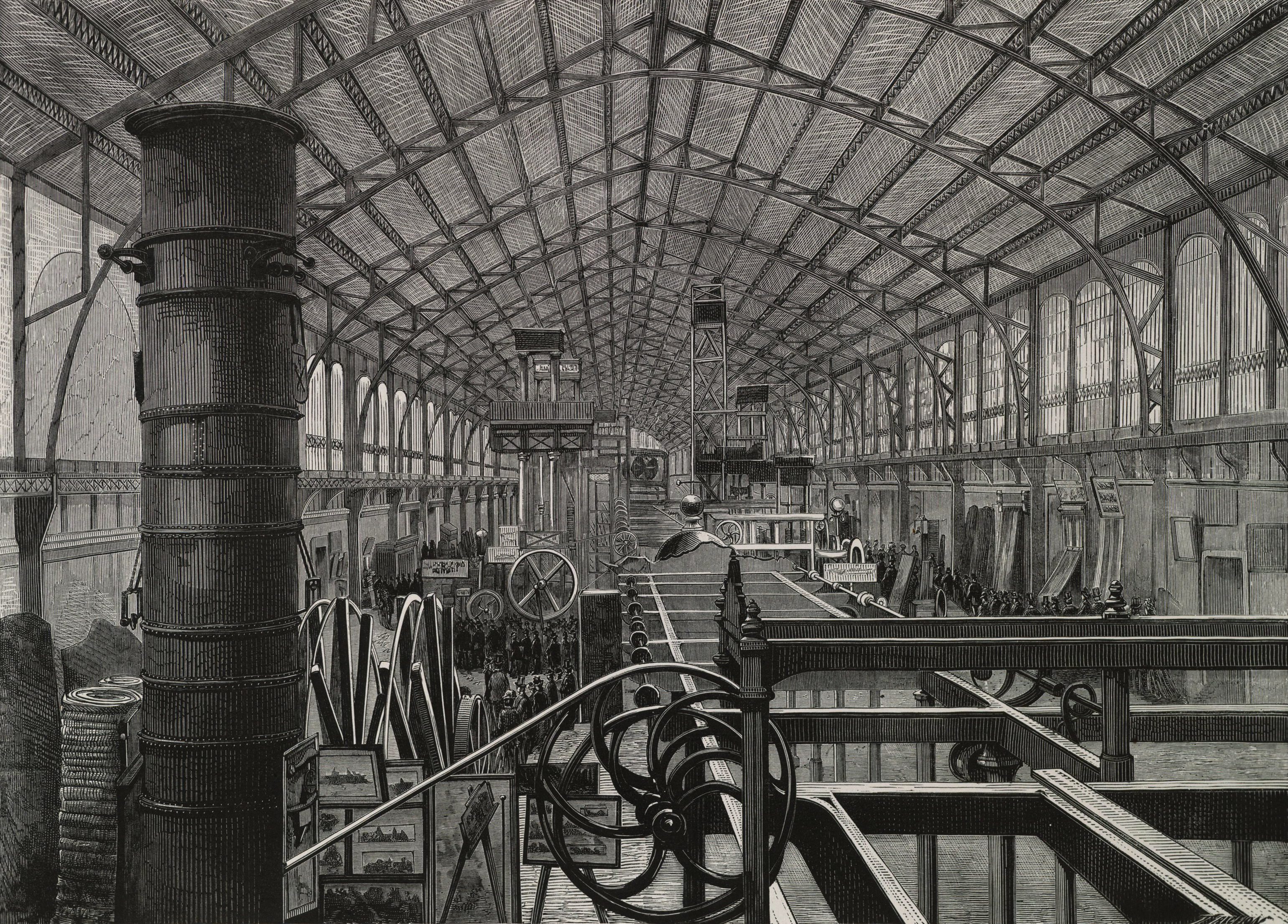
La galería de las máquinas francesas
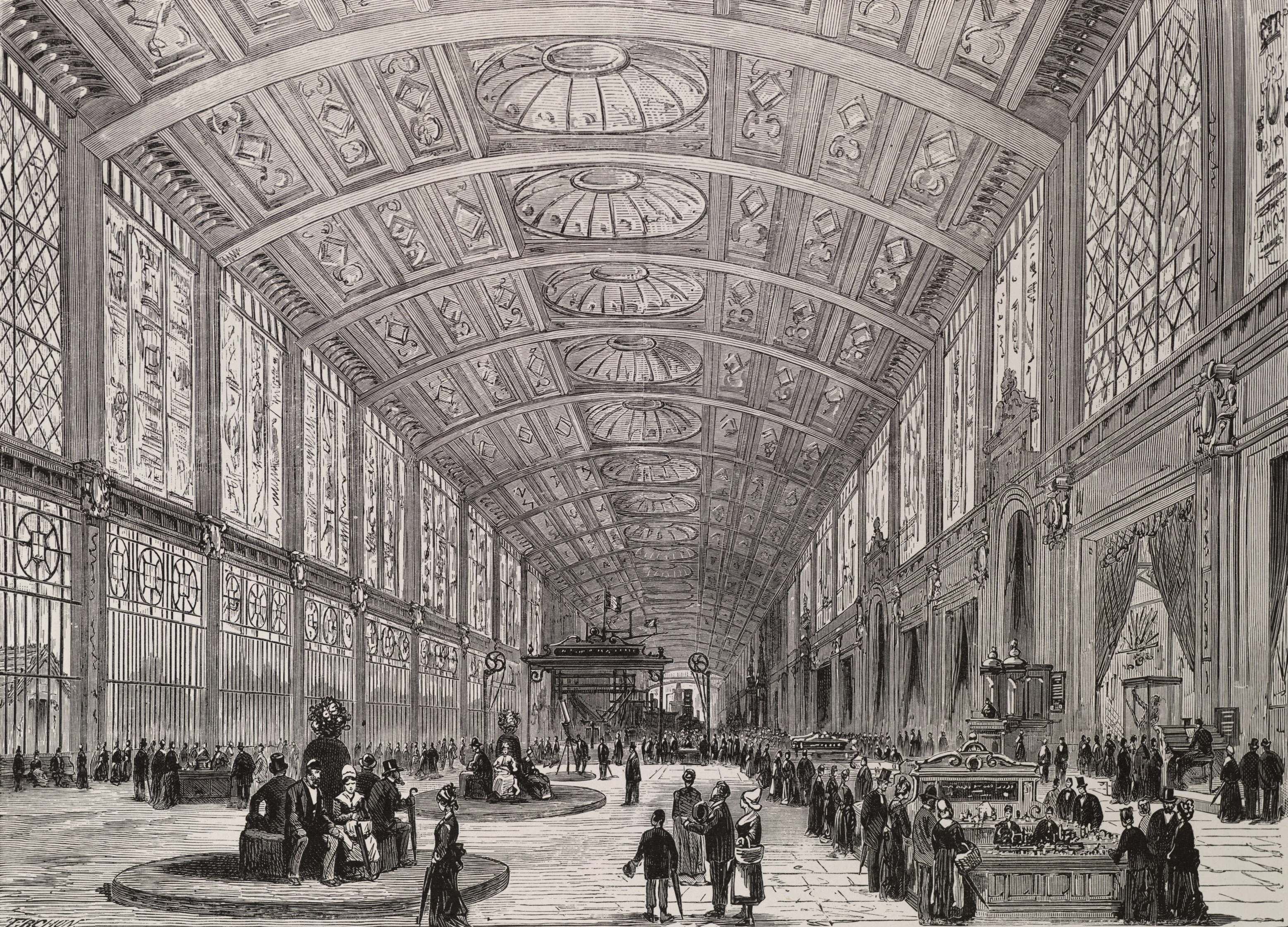
La galería del trabajo manual
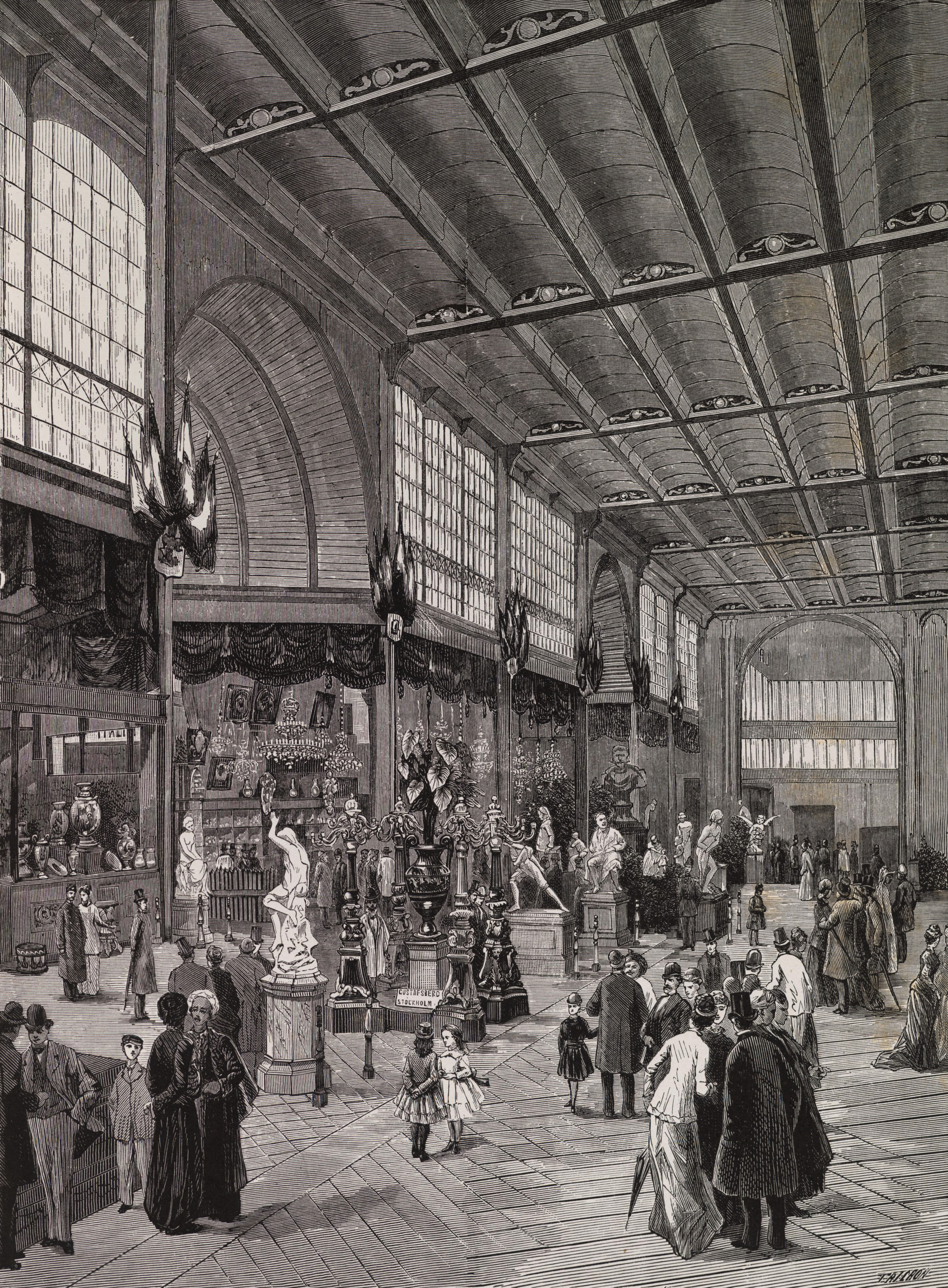
la sección italiana
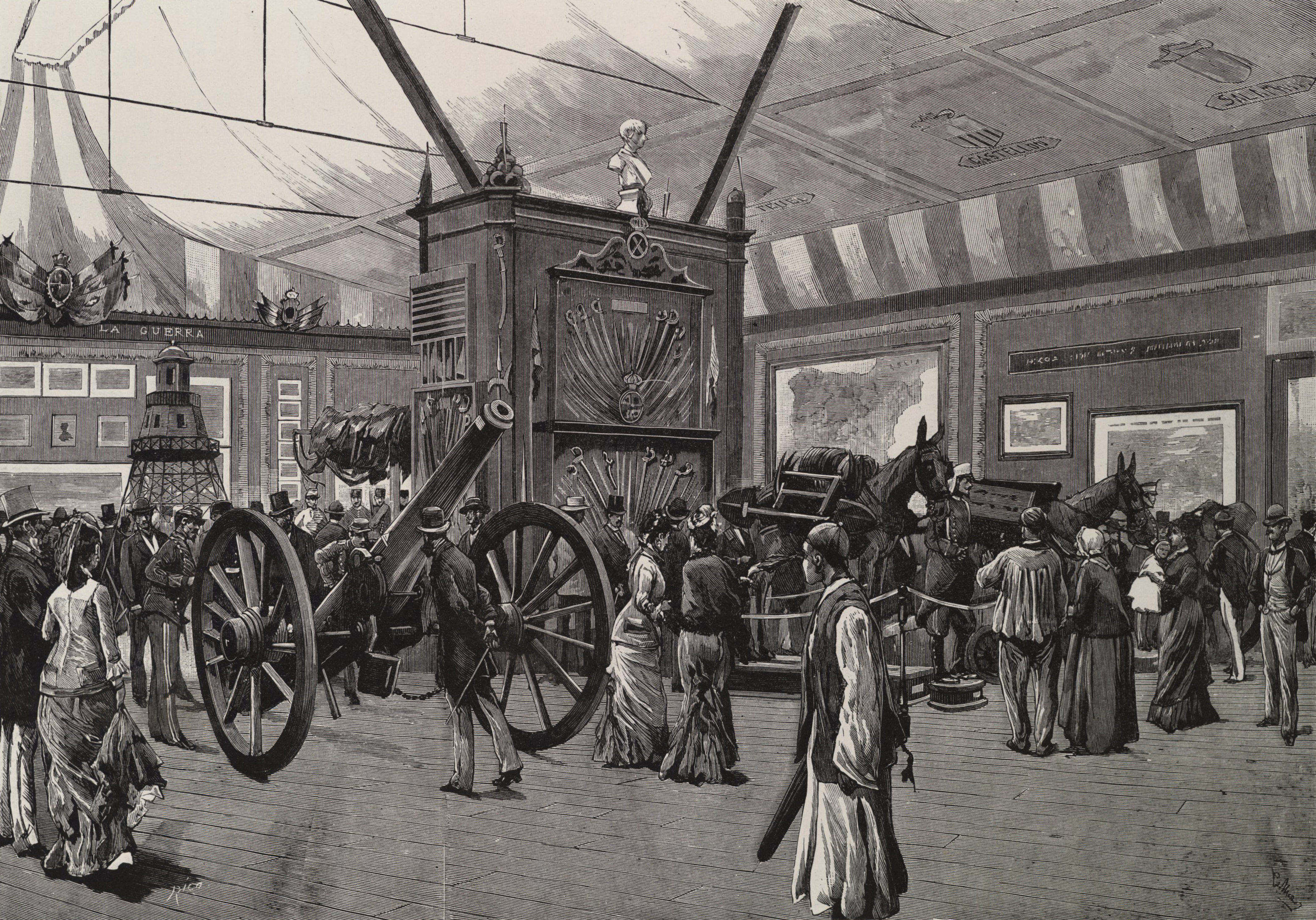
Sala militar de la sección española
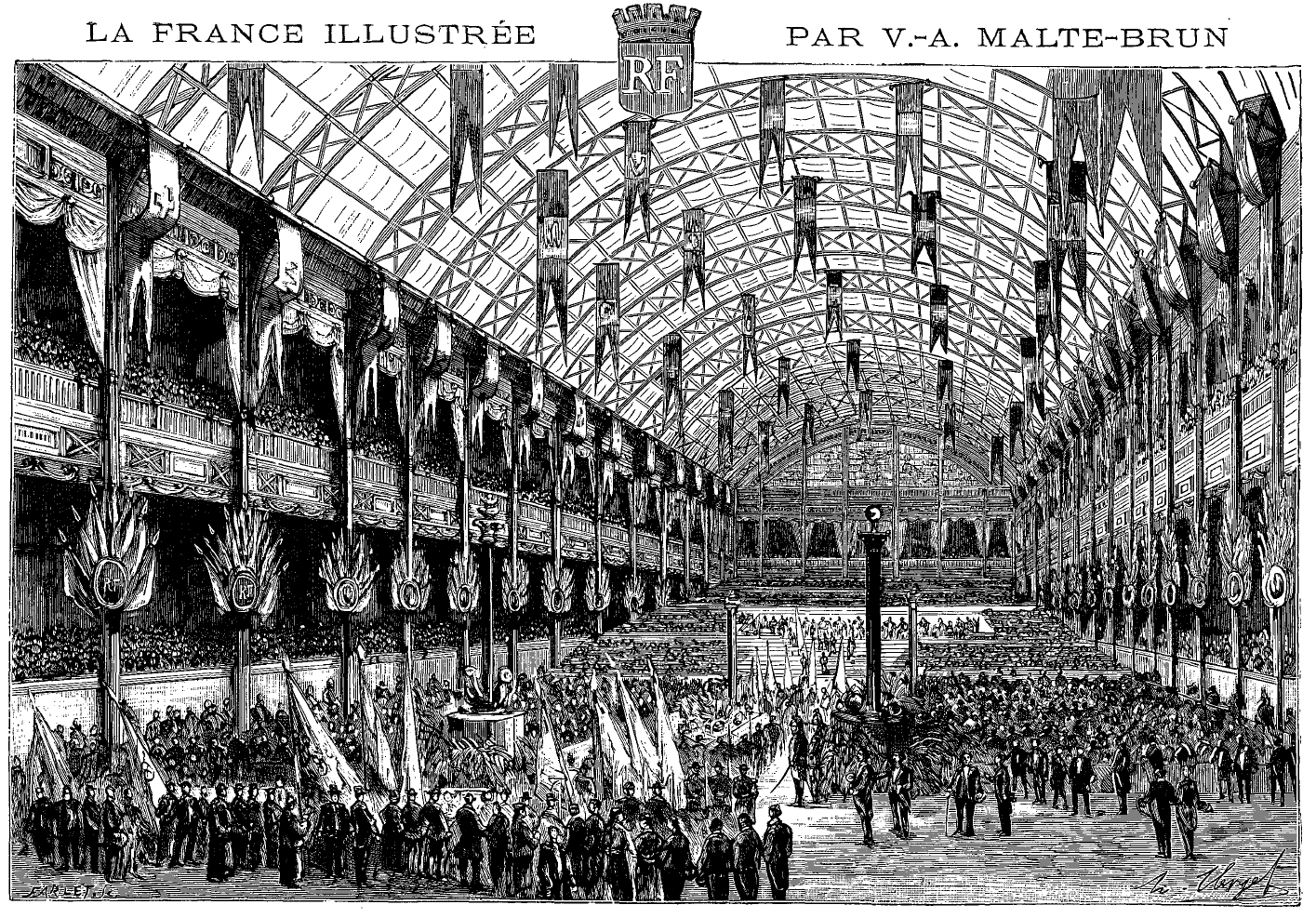
Entrega  de premios en la sala principal de exposiciones del Palacio de la Industria

## Devenir de las edificaciones metálicas

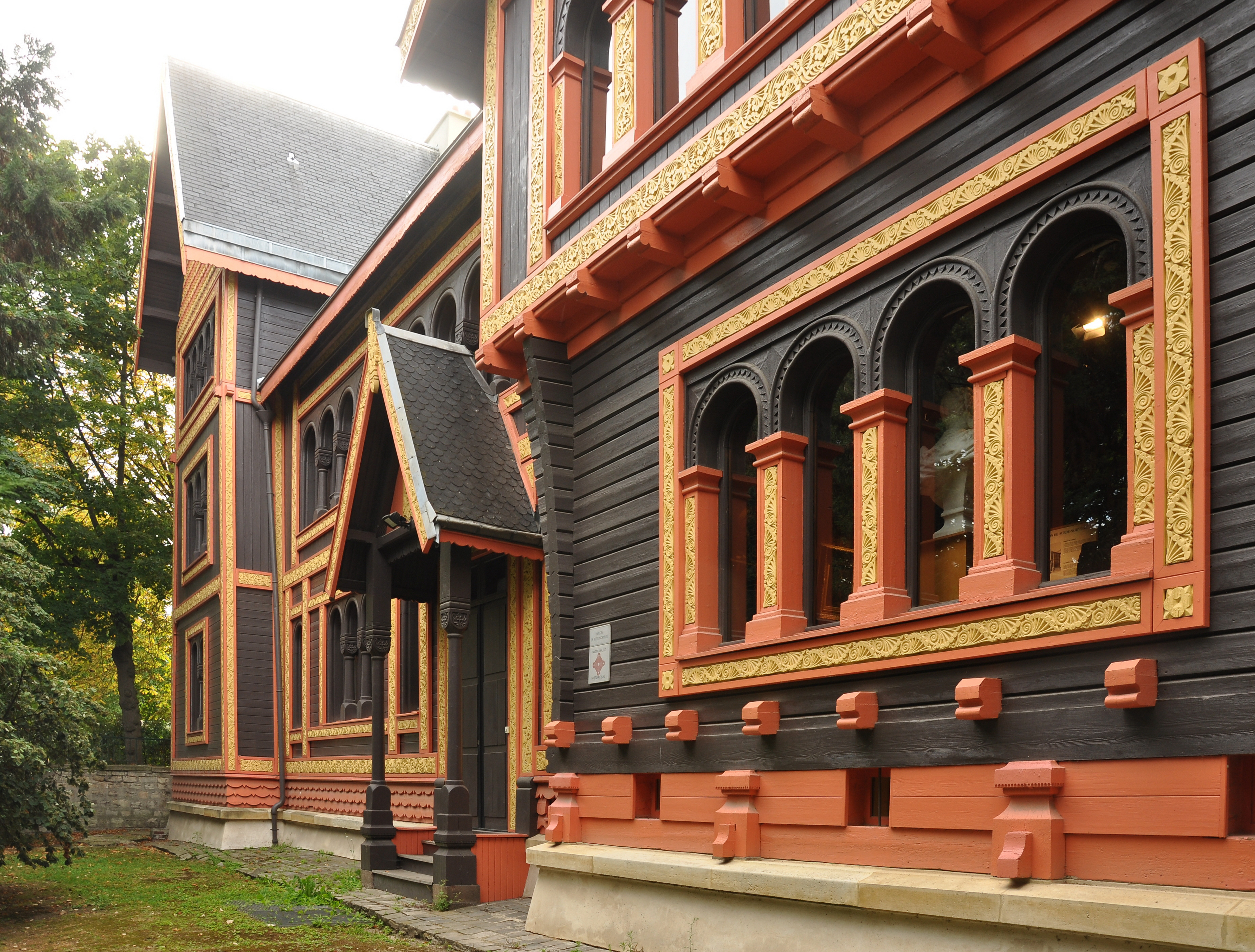
Pabellón de Suecia y Noruega, hoy en el parque de Bécon, en Courbevoie.

- Uno de los edificios fue transformado en un hangar de dirigibles en  Meudon, con el nombre de Hangar Y;
- El Pabellón de las Indias y el pabellón de Suecia y Noruega fueron reconstruidos en el parque de Bécon, en Courbevoie;
- Una parte de la de la sala de máquinas fue comprada por las hilaturas DMC para servir en la fábrica de Belfort.[25] El edificio ahora es parte del Techn'hom,  el parque empresarial urbano de Belfort.[26][27]
- Una parte fue reconstruida en el quai de la Loire, en el extremo sur del estanque de la Villette, donde ahora se utiliza como cine.
- Otra parte fue reconstruida para servir como un gimnasio, en París, el Gymnase Jean Jaurès, en 1888.
- Otra parte más todavía sirve como cervecería en el sitio industrial Le petit Fagnières, en Châlons-en-Champagne.

## Atracciones

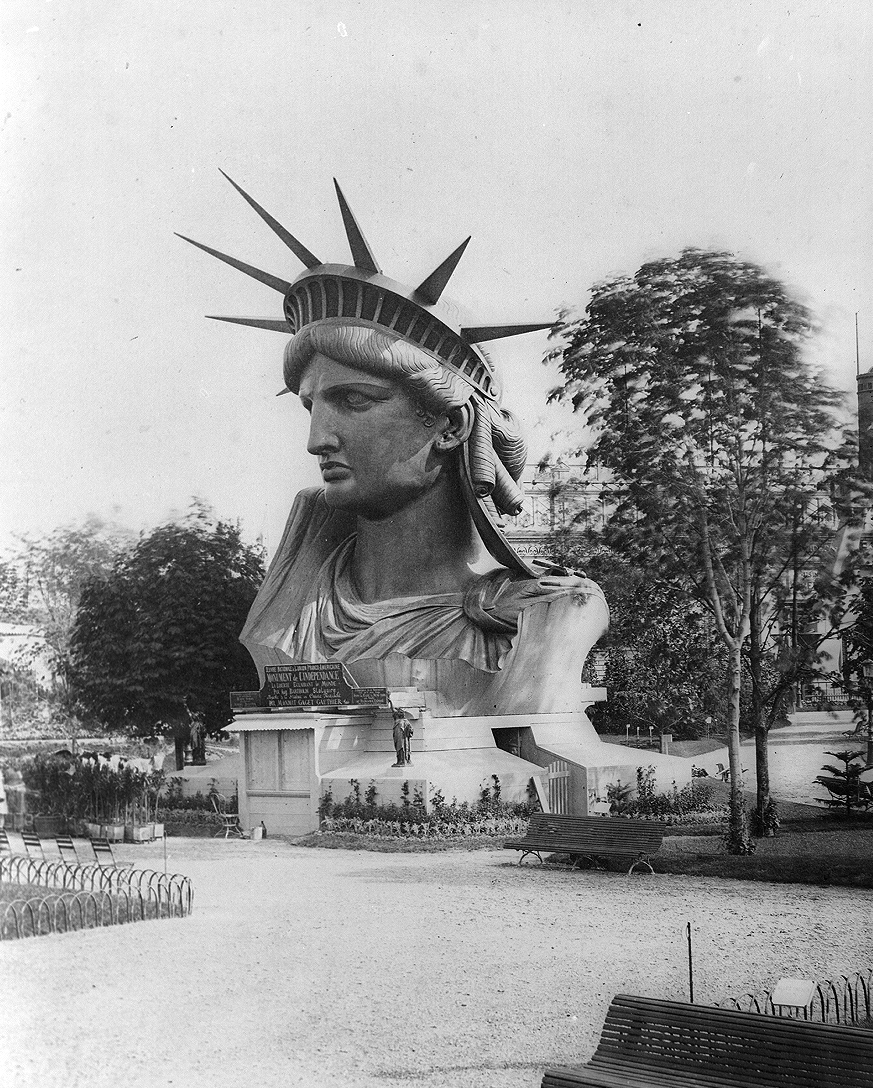
La cabeza de la estatua de la Libertad

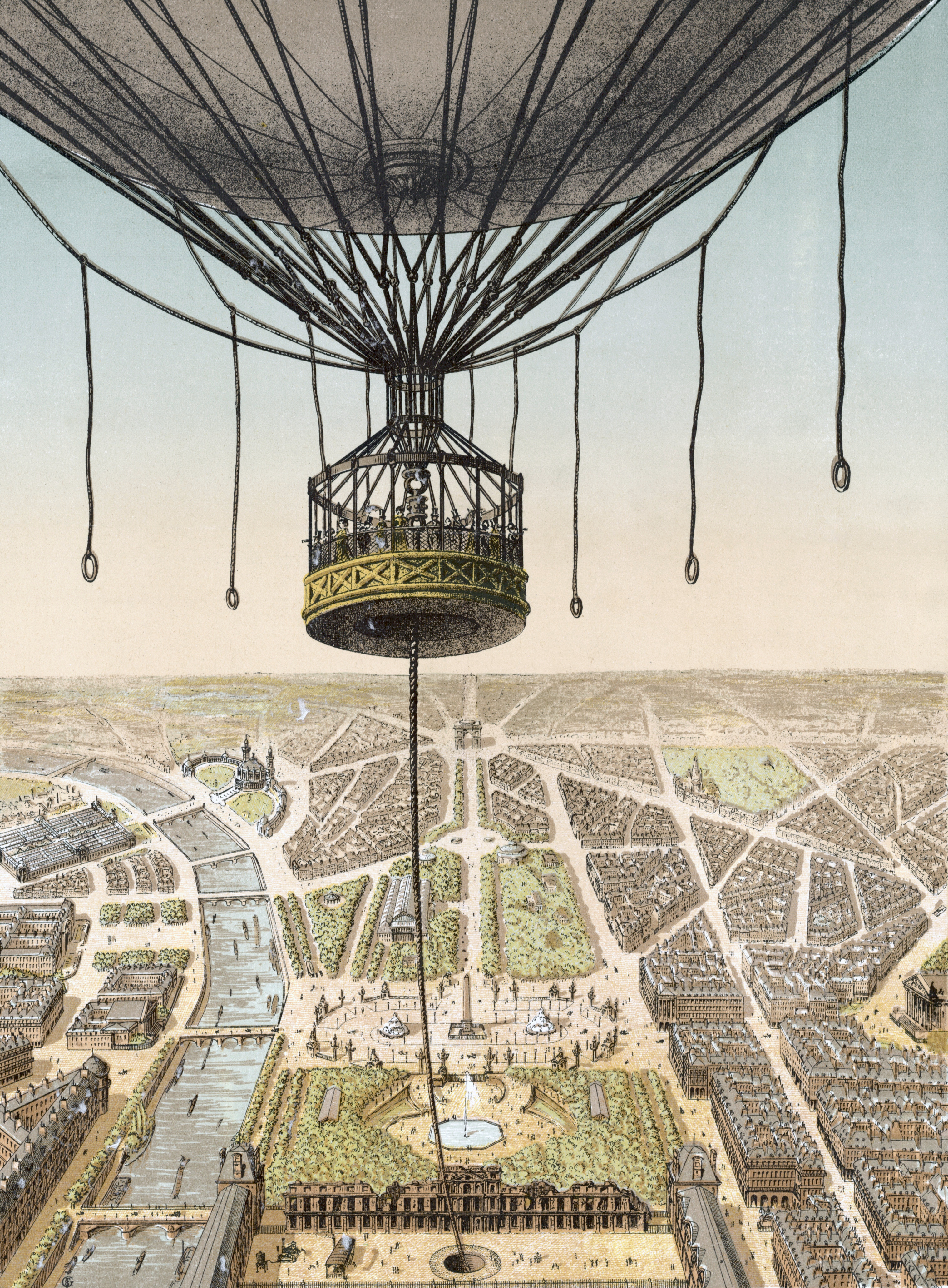
Vista de París desde la góndola que se elevaba desde las Tullerías.

- La cabeza de la estatua de la Libertad fue expuesta en el Campo de Marte.
- El acuario fue acondicionado en el  sitio abandonado de unas antiguas canteras de piedra para construir, ubicado en la  colina de Chaillot; fue un proyecto del arquitecto Combaz que aún hoy se conserva. Está integrado en los jardines circundantes diseñados por Alphand, una parte al aire libre y la otra subterránea que utiliza la conformación de las antiguas canteras e imita el interior de una cueva. Los animales se presentan en estanques en el área abierta o en el acuario en la zona subterránea.[28]

- El inventor Henri Giffard construyó un  globo cautivo de 25 000 m3, capaz de transportar de 40 a 50 pasajeros. Este globo, ubicado en las Tullerías, fue uno de los principales atractivos de la Exposición: la góndola de «l'ingénieux Henri» permitió volar en dos meses a  35 000 personas,[29] tantas como desde el comienzo de la aerostación, que ya era de casi un siglo. Una docena de ascensos por día llevan a los pasajeros a más de 500 m.

- Junto con el globo cautivo, la máquina utilizada para producir el gas podía inflar muchos globos libres, permitiendo varios ascensos, a veces en grupos (hasta tres globos simultáneamente).
- La casa de Champagne Mercier expuso un odre de vino de Champagne con una capacidad de setenta y cinco mil botellas. Este tonel fue superado en gigantismo por el de la delegación de Austria-Hungría, que contenía ¡cien mil litros!
- El pabellón japonés impresionó: Japón estuvo representado por un pabellón construido en la calle de las Naciones en el Champ de Mars, y por una granja en los jardines del Trocadero. Críticos, japonizantes y arquitectos se deshicieron en descripciones elogiosas.[30]

(...) los japoneses nos dan aquí una muestra de su arquitectura, que es notable y muy notada. Los artistas de Yedo trajeron todas las piezas de su isla y las ensamblaron en el sitio. Nunca esta verdad de que la arquitectura es un arte esencialmente relativo, ha sido más sensible, más claramente expresada. Hay, en la puerta japonesa, algo primitivo y refinado todo junto...
...les Japonais nous donnent ici un échantillon de leur architecture, qui est remarquable et qui est fort remarqué. Les artistes de Yedo en ont apporté de leur île tous les morceaux et les ont assemblés sur place. Jamais cette vérité que l'architecture est un art essentiellement relatif, n'a été plus sensible, plus clairement exprimée. Il y a, dans la porte japonaise, quelque chose de primitif et de raffiné tout ensemble...
Le Japon ancien et la Japon moderne, Philippe Burty

## Recompensas

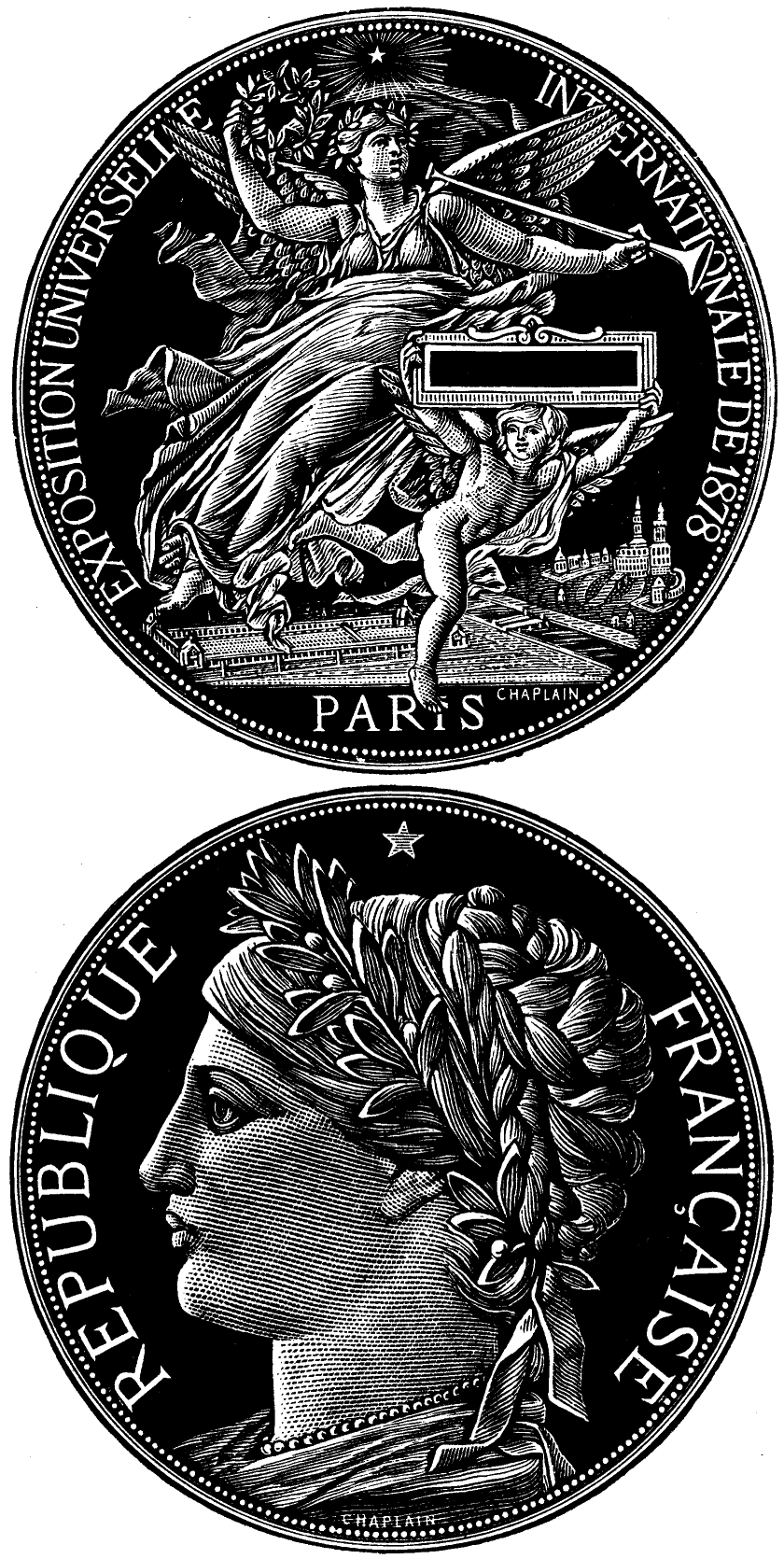
Medalla de la Exposición

La Exposición recompensaba los mejores productos de las artes, de la artesanía y de la industria. Las medallas otorgadas en el contexto de las Exposiciones Universales eran específicas de cada una de las Exposiciones. Las medallas representaban los valores universales de la amistad de los pueblos, del trabajo y eran a la gloria de la República Francesa. El escultor Eugène André Oudiné fue el elegido para realizar la medalla de recompensa, declinada en tres colores, oro, plata y bronce. 
Frédéric Auguste Bartholdi presentó el modelo en yeso a escala 1/3 del león de Belfort, que lleva a la ciudad a comprarlo. Así adquirió en 1880 la réplica reducida en cobre que todavía hoy está colocada en la plaza Denfert-Rochereau en el XIV Distrito. 
- Jan Matejko, medalla de oro honorífica de pintura por las obras El colgamiento de la campana Segismundo (1874) y Wacław Wilczek.
- Aimé Duponto, medalla de oro de fotografía.
- Léopold Flameng fue medallista en la categoría de grabadores.
- Jules Paul Loebnitz  gana una medalla de oro por «La Porte des Beaux-arts»: una fachada de 12 m de altura íntegramente en terracota y fayenza diseñada  por el arquitecto  Paul Sédille.
- La Légion d'honneur se otorgó a Benjamin Peugeot, constructor de la máquina de coser y a Antoine Lamy por sus logros en los tejidos de seda.[33]
- Émile Reynaud obtuvo una «mention honorable» por su praxinoscopio.
- Émile Béchard obtuvo una «médaille d'or» por el conjunto de vistas de Egipto.
- Franciszek Rychnowski  presentó su modelo de radiador con consumo reducido de combustible, patentado en 1878, y obtiuvo una medalla de plata.[34]

También expusieron Gustav Schönleber y Jean-Antoine Injalbert.